# Mühldorf am Inn
Mühldorf am Inn (amtlich Mühldorf a.Inn) ist die Kreisstadt des gleichnamigen Landkreises im Regierungsbezirk Oberbayern. Die Stadt bildet mit der Nachbarstadt Waldkraiburg zusammen ein Oberzentrum und liegt im Ausstrahlungsraum der westlich gelegenen Metropolregion München und im Bayerischen Chemiedreieck. Die Stadt ist Mitglied im Städtebund Inn-Salzach. Mühldorf liegt am Schnittpunkt wichtiger Verkehrswege zwischen München und Passau. Bis 1802 war Mühldorf eine Exklave des Erzstifts Salzburg in Bayern und diente vor allem im Mittelalter als wichtiger Handelsplatz. Der historische Stadtkern besteht aus Bauwerken im Inn-Salzach-Stil. Der Ort befindet sich am nördlichen Rand einer Innschleife.

## Geografie

### Geografische Lage

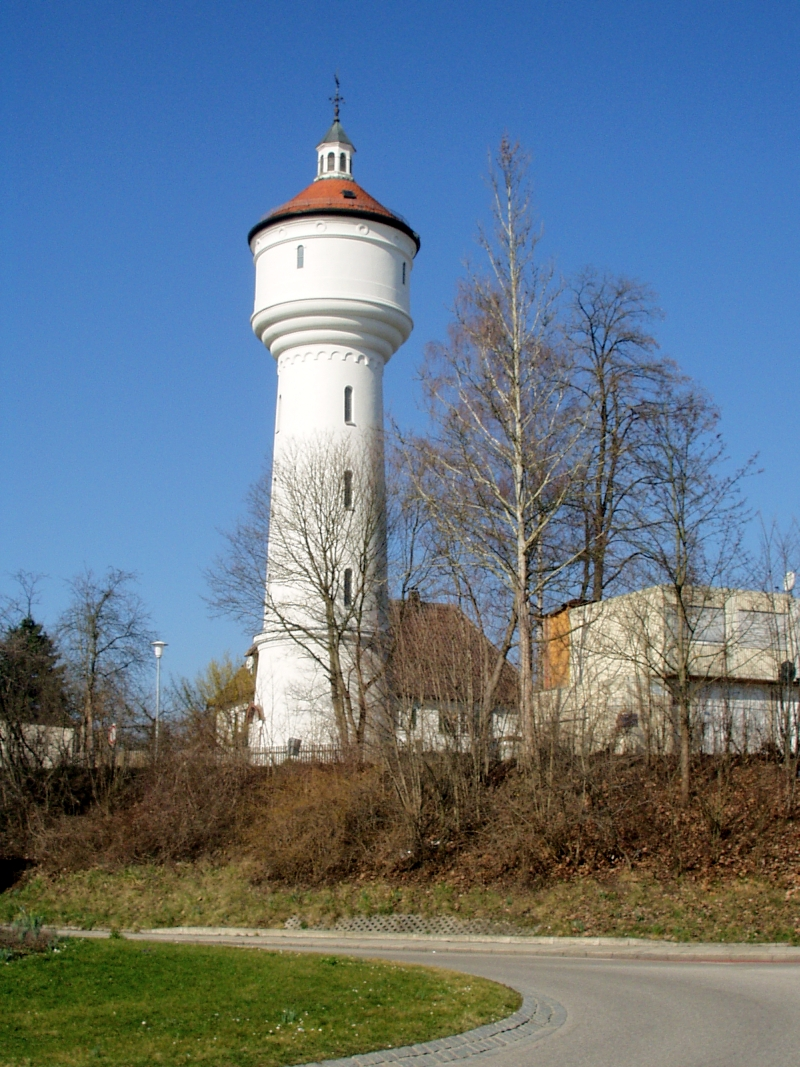
Übergang von der Ampfinger auf die Ebinger Stufe am Wasserturm

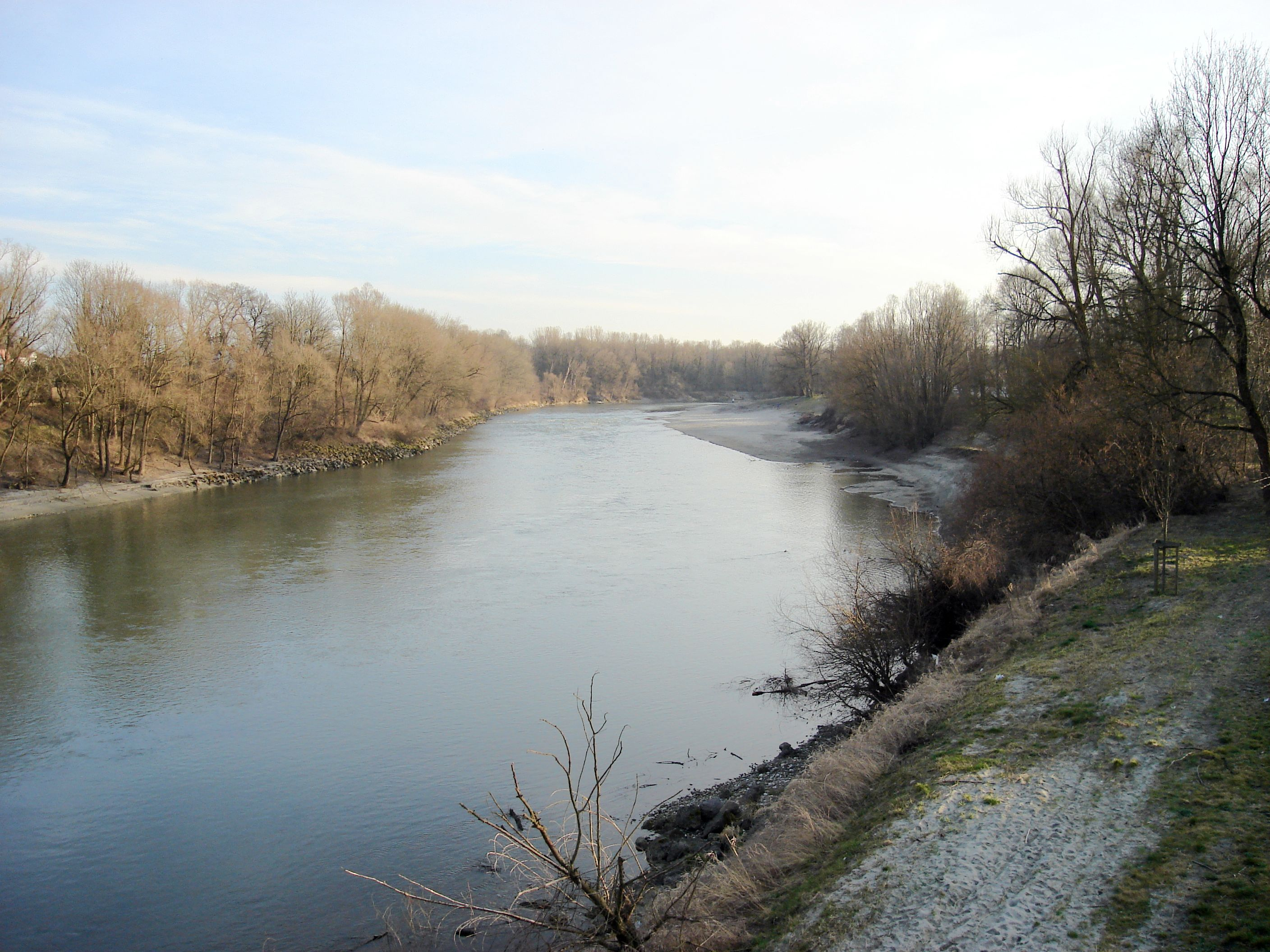
Der Inn bei Mühldorf von der Innbrücke aus

Die Stadt liegt in der Planungsregion Südostoberbayern im bayerischen Alpenvorland, etwa auf halbem Wege zwischen München und Passau, direkt an einer vom Inn gebildeten Flussschleife. Im Norden wird die Stadt von der Isen umflossen. Zwischen den beiden Flüssen verläuft der Innkanal von West nach Ost durch das gesamte Stadtgebiet. Dieses ist Teil einer Alt- und Jungmoränenlandschaft.

### Geomorphologie
Im Gemeindegebiet lassen sich sechs Terrassenniveaus (Stufen) unterscheiden, die von glazialen und fluvialen Vorgängen gebildet wurden. Die höchste Stufe ist die Ampfinger Stufe, auf der die Ortsteile Altmühldorf und Mößling sowie das Bahngelände liegen. Diese Stufe liegt bei etwa 411 m ü. NHN. In den tertiären Ablagerungen der Stufe, welche von glazialem Schotter bedeckt sind, fand man 1971 bei Flusskilometer 110 am Flussufer des Inns ein Gomphotherium, den „Mühldorfer Urelefanten“. Auf der etwa fünf Meter tiefer liegenden Ebinger Stufe stehen unter anderem das Gymnasium und die Berufsschule I. Ebinger Stufe und Ampfinger Stufe bilden die „obere Stadt“, die etwa 25 bis 30 Meter über der Altstadt liegt. Das nächsttiefere Niveau bildet die Wörther Stufe, auf der auch das Landratsamt (402 m ü. NHN) steht. Auf der folgenden Gwenger Stufe befinden sich das Krankenhaus, der Friedhof und das Freibad. Sie liegt etwa 10 bis 15 Meter über dem Flussniveau des Inns. Die Mühldorfer Altstadt liegt auf der Niederndorfer Stufe bei knapp 384 m ü. NHN, etwa 4 bis 8 Meter über dem Flussniveau des Inns. Das jüngste Niveau bildet die jungholozäne Auenstufe oder auch Alluvion, vor allem aus feinkörnigem Material, direkt am Inn. Grundvoraussetzung für die Entstehung des Inntals und der Morphologie des Stadtgebietes waren im jüngeren Erdzeitalter die Wechsel von Warm- und Kaltzeiten. Insgesamt dreimal drangen die Gletscher in den südlichen Landkreis ein, erreichten aber nie ganz das heutige Stadtgebiet. Allerdings wurde durch die glazialen Kräfte das Inntal weiter nach Norden verlegt und die Innterrassen wurden geformt.

### Nachbargemeinden
An die Stadt grenzen im Norden die Gemeinden Niederbergkirchen und Erharting (beide Landkreis Mühldorf), im Osten die Stadt Töging am Inn (Landkreis Altötting), im Süden die Gemeinde Polling, die Stadt Waldkraiburg sowie das gemeindefreie Gebiet des Mühldorfer Harts, und im Westen die Gemeinde Mettenheim (alle Landkreis Mühldorf).

### Gemeindegliederung
Die Stadtgemeinde hat 16 Gemeindeteile (in Klammern ist der Siedlungstyp angegeben):
- Altmühldorf (Pfarrdorf)
- Ecksberg (Anstalt) mit St. Salvator (Ecksberg)
- Eichfeld (Siedlung)
- Eßbaum (Weiler)
- Gandl (Einöde)
- Hahnbauer (Einöde)
- Hart (Dorf)
- Hirsch (Einöde)
- Hölzling (Dorf)
- Kuttenreut (Einöde)
- Mitteraham (Dorf)
- Mößling (Pfarrdorf)
- Mühldorf am Inn (Hauptort)
- Stegmühle (Einöde)
- Thal (Dorf)
- Unteraham (Dorf)

Mit seiner Fläche von rund 29,42 km² dehnt sich Mühldorf in Ost-West-Richtung circa 6 km, in Nord-Süd-Richtung etwa 5,5 km aus.

### Klima
Mühldorf liegt in der gemäßigten Klimazone in Mitteleuropa. Die durchschnittliche Jahrestemperatur beträgt etwa 8 °C, 30 bis 40 Sommertage weisen Temperaturhöchstwerte von mindestens 25 °C auf. Die Sonnenscheindauer beträgt 1639 Stunden pro Jahr. Von Dezember bis Januar liegt das Mittel der Monatswerte unter 0 °C. Die höchsten Temperaturen werden im Juli erreicht. Die jährliche Niederschlagsmenge beträgt etwa 896 mm. Die meisten Niederschläge fallen in den Monaten Juni bis August. Das Klima rund um Mühldorf wird von einer Wetterwarte des Deutschen Wetterdienstes aufgezeichnet.
|                       | Jan | Feb | Mär | Apr | Mai | Jun | Jul | Aug | Sep | Okt | Nov | Dez |   |      |
| Mittl. Tagesmax. (°C) | 1   | 4   | 9   | 13  | 18  | 21  | 23  | 23  | 19  | 14  | 6   | 2   | ⌀ | 12,8 |
| Mittl. Tagesmin. (°C) | −5  | −4  | −1  | 3   | 7   | 10  | 12  | 12  | 9   | 4   | 0   | −4  | ⌀ | 3,6  |
|                       |     |     |     |     |     |     |     |     |     |     |     |     |   |      |
| Niederschlag (mm)     | 52  | 48  | 55  | 63  | 92  | 125 | 103 | 113 | 74  | 54  | 61  | 56  | Σ | 896  |
|                       |     |     |     |     |     |     |     |     |     |     |     |     |   |      |
| Sonnenstunden (h/d)   | 1,6 | 2,6 | 4,0 | 5,0 | 6,4 | 6,7 | 7,5 | 6,7 | 5,1 | 3,8 | 1,8 | 1,4 | ⌀ | 4,4  |
|                       |     |     |     |     |     |     |     |     |     |     |     |     |   |      |
| Regentage (d)         | 16  | 14  | 13  | 16  | 17  | 18  | 18  | 17  | 14  | 13  | 14  | 14  | Σ | 184  |
|                       |     |     |     |     |     |     |     |     |     |     |     |     |   |      |
| Luftfeuchtigkeit (%)  | 88  | 84  | 79  | 75  | 74  | 75  | 75  | 78  | 82  | 85  | 88  | 88  | ⌀ | 80,9 |

| −5 |

| −4 |

| −1 |

| 3 |

| 7 |

| 10 |

| 12 |

| 12 |

| 9 |

| 4 |

| 0 |

| −4 |

| −5 |

| −4 |

| −1 |

| 3 |

| 7 |

| 10 |

| 12 |

| 12 |

| 9 |

| 4 |

| 0 |

| −4 |

## Geschichte

### Frühgeschichte
Hinweise auf vorgeschichtliche Siedlungen im Stadtgebiet sind kaum vorhanden. Die wenigen Fundstücke aus Steinzeit und Bronzezeit können vielmehr als Einzelstücke betrachtet werden. Das hat vor allem mit der eher ungünstigen Lage, insbesondere der „unteren Stadt“, zu tun. Am Innufer war man nie sicher vor Überschwemmungen und die feuchte Auenlandschaft war für Getreideanbau kaum geeignet. Auch aus keltischer Zeit lassen sich keine Spuren menschlicher Siedlungen nachweisen. Einzig im Bereich Mößling sind deutlichere Spuren menschlicher Siedlungstätigkeit zu finden, wohl bedingt durch die höhere und somit geschütztere Lage. Spuren aus der Römerzeit sind nur im Bereich Mettenheim-Mößling zu finden, wo Reste einer kaiserzeitlichen Römerstraße, der Via Iulia, gefunden wurden. Ständige Siedlungen der Römer sind in der Region selten, und als Wegstation über den Inn war Mühldorf nicht geeignet, da die Flussbiegung in der Stadt zu hohe Strömungsgeschwindigkeiten aufweist. In den Salzburger Verzeichnissen des 9. Jahrhunderts finden sich zwar Namen vieler Orte im Umkreis, Mühldorf selbst wird aber nicht erwähnt. Das lässt darauf schließen, dass Mühldorf sich erst im ausgehenden 9. Jahrhundert zu entwickeln begann. Kleinere Siedlungen im heutigen Stadtgebiet, die aus der Frühzeit stammen, lassen sich allerdings nicht ausschließen.

### Mühldorf unter Salzburger Herrschaft

#### Die Anfänge der Stadt

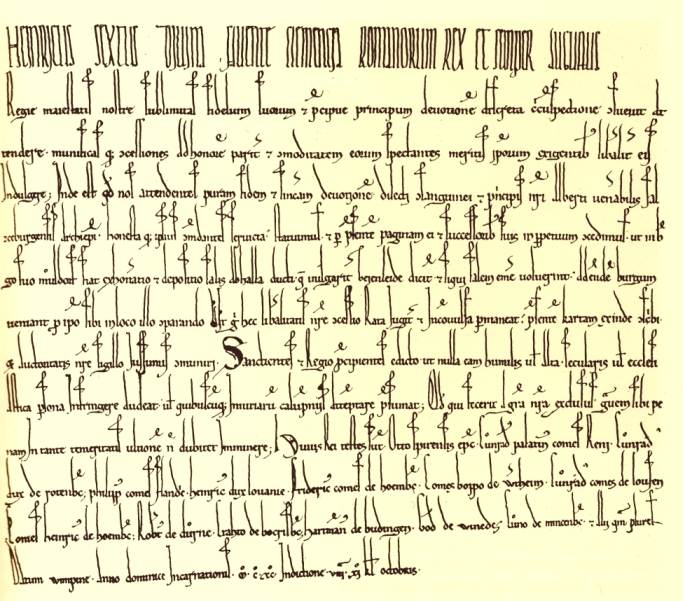
Urkunde über die Errichtung einer Salzniederlage in Mühldorf 1190

Im Zuge eines Grundstückstausches wurde Mühldorf am 16. Mai 935 als Ausstellungsort der Tauschurkunde zum ersten Mal erwähnt. Frühere Erwähnungen können nicht zweifelsfrei belegt werden, allerdings hatte die Entwicklung der Stadt mit Sicherheit schon vor 935 begonnen, da sie zu dieser Zeit bereits eine wichtige Rolle als Handelsstützpunkt hatte. Mühldorf lag zu dieser Zeit als Exklave der Erzdiözese Salzburg im Herzogtum Bayern. Seit wann Mühldorf zu Salzburg gehörte, ist aber unklar. Man geht davon aus, dass bereits im 8. Jahrhundert bayerische Herzöge das Stadtgebiet dem Bistum Salzburg geschenkt hatten. Aus den folgenden 200 Jahren existieren kaum Aufzeichnungen, allerdings hatte sich Mühldorf in dieser Zeit zweifelsfrei zur mittelalterlichen Stadt entwickelt. Salzburg schenkte seiner Exklave in der Folgezeit zunehmende Beachtung als Handels-, Verwaltungs- und Justizstandort, nicht zuletzt, da Mühldorf an einer wichtigen Handelsstraße nach Regensburg lag. Aufgrund seiner Sonderstellung herrschten in Mühldorf gute Lebensbedingungen und der Bischof gewährte eine Befreiung von vielen Steuern.
Am 21. September 1190 verlieh der römische König Heinrich VI. seinem Vetter, dem Salzburger Erzbischof Adalbert III., das Recht, in Mühldorf eine Salzniederlage zu errichten, ein wichtiger Meilenstein in der wirtschaftlichen Entwicklung der Region. Zu dieser Zeit wurde von Mühldorf auch erstmals als „ummauertem Ort“ gesprochen, ein Hinweis auf die frühe Befestigung der Stadt. Diese Befestigungen wurden in der Folgezeit zu einem umfassenden Mauerring mit Wehranlagen ausgebaut. Trotz dieser Bedeutung für Salzburg ist es nicht gesichert, ob Mühldorf zu dieser Zeit schon die Stadtrechte verliehen bekommen hatte. Nahezu sicher ist, dass Mühldorf seit der ersten Hälfte des 13. Jahrhunderts den Titel „Stadt“ führte. Ein genaues Datum lässt sich aber nicht nennen, da die Erhebungsurkunde bis heute unauffindbar geblieben ist. Erst 1281 wurde erstmals in Verbindung mit einem genauen Datum Mühldorf als Stadt bezeichnet. In diese Zeit lässt sich auch das erste bekannte Siegel der Stadt einordnen.

#### Mühldorf im Spannungsfeld zwischen Bayern und Salzburg
Das 13. und 14. Jahrhundert war in Mühldorf geprägt von zahlreichen Auseinandersetzungen, bei denen vor allem die Bayern immer wieder die Stadt angriffen.
Mitte des 13. Jahrhunderts erhob der böhmische König Ottokar II. Anspruch auf Gebiete am Inn, was ihm aber von Herzog Heinrich XIII. von Niederbayern verwehrt wurde. Daraufhin fiel Ottokar 1257 in Bayern ein und zog raubend und plündernd durch das Land. Auf dem Rückzug vor der niederbayerischen Streitmacht erreichten die Böhmen Mühldorf, wo ihnen teilweise die Flucht gelang. Der größte Teil der böhmischen Soldaten verschanzte sich aber in der Stadt, die daraufhin von Heinrich belagert wurde. Erst durch die Vermittlung des Salzburger Bischofs konnte sowohl die Besetzung als auch die Belagerung beendet werden.
1285 geriet Mühldorf erneut in einen Konflikt, dieses Mal zwischen dem Salzburger Erzbischof Rudolf von Hoheneck und Herzog Heinrich von Niederbayern. Im Oktober des Jahres 1285 besetzte Heinrich nach kurzer Belagerung die Stadt. Doch bevor es zur militärischen Konfrontation zwischen Herzog und Erzbischof kommen konnte, griff König Rudolf von Habsburg in den Streit ein und sorgte dafür, dass die Stadt 1286 an Salzburg zurückfiel.
Etwas über 30 Jahre später sah sich die Stadt einer erneuten Bedrohung gegenüber. Die seit 1314 anhaltenden Kompetenzstreitigkeiten um das Amt des römisch-deutschen Königs zwischen dem Wittelsbacher Ludwig IV. und dem Habsburger Friedrich dem Schönen gipfelten Ende September 1319 in einem Aufeinandertreffen der beiden Streitmächte vor Mühldorf. Während Ludwigs Truppen sich oberhalb der Stadt sammelten, bereiteten sich Friedrichs Soldaten in der stark befestigten Stadt auf den Kampf vor, die als Teil Salzburgs aufseiten der Österreicher stand. Nachdem Ludwig am 29. November den Rückzug angetreten hatte, da die erhoffte Hilfe aus Niederbayern ausgeblieben war, verfolgten ihn die Österreicher bis vor Regensburg. Danach trafen die beiden Streitmächte vor Mühldorf erneut aufeinander. Am 28. September 1322 kam es vor den Toren der Stadt zur letzten Ritterschlacht auf deutschem Boden, die als Schlacht bei Mühldorf in die Geschichte einging und aus der Ludwig als Sieger hervorging.

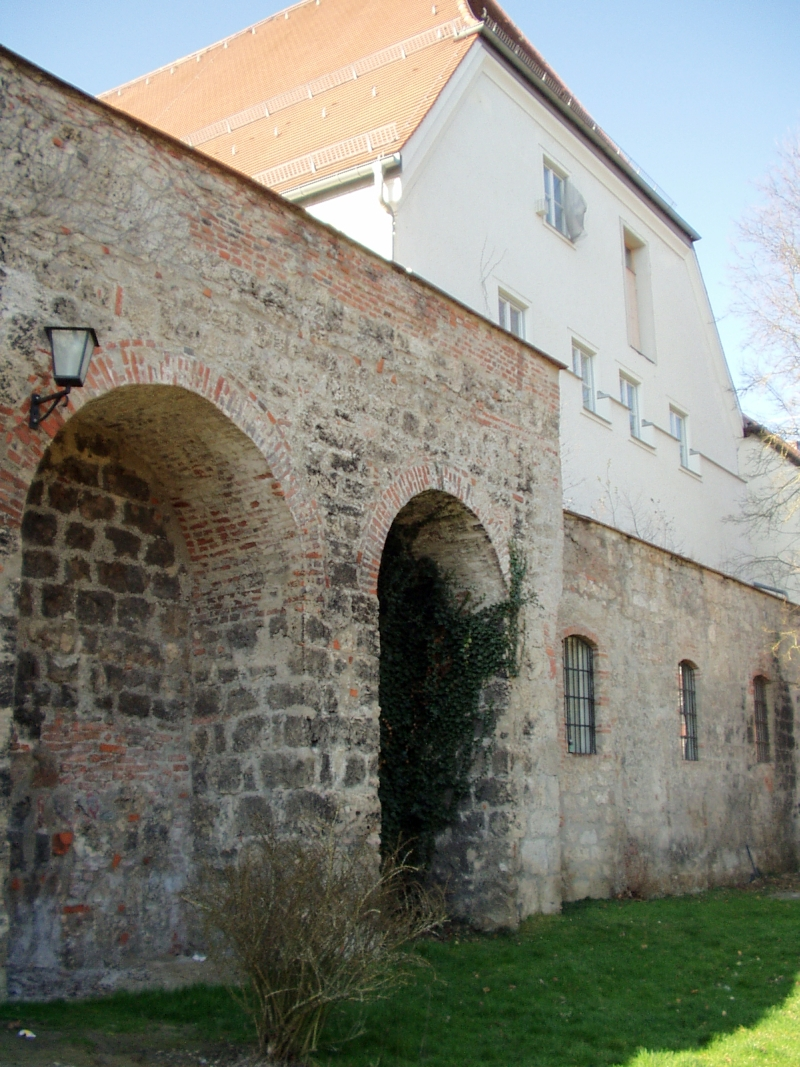
Überreste der Stadtmauer am Haberkasten

In Mühldorf, welches ein weiteres Mal in den Machtkampf zweier Herrscher geraten war, wuchs der Wunsch, sich selbstständig zu machen und eine freie Reichsstadt zu werden. 1331 führte das Vorhaben zu bewaffnetem Widerstand gegen den Erzbischof, dessen Übermacht den Aufruhr schnell erstickte. In der Folgezeit baute Mühldorf die Befestigungsanlagen als Schutz vor den Bayern aus, die in den Querelen um die Loslösung von Salzburg ihre Chance sahen. 1348 forderte der Schwarze Tod fast 1400 Todesopfer.
Wie wichtig die Befestigungsanlagen für Mühldorf waren, zeigte sich knapp 30 Jahre später. Beim Erbstreit um das Land Tirol stellte sich der Salzburger Erzbischof auf die Seite Rudolfs IV. von Österreich, was dessen Gegner Stephan II. von Bayern dazu veranlasste, Salzburger Gebiete anzugreifen, darunter auch Mühldorf. Am 3. Juni 1364 begann er mit einer 3000 Mann starken Streitmacht die Stadt zu belagern, wobei er bereits primitive Feuerwaffen benutzte. Mit nur 15 Salzburger Soldaten war die Mühldorfer Bevölkerung in dieser Situation nahezu auf sich allein gestellt. Die Einwohner waren allerdings schon seit dem 13. Jahrhundert verpflichtet, über Waffen und Rüstungen zu verfügen, um die Stadt im Notfall selbst verteidigen zu können. Nachdem Mühldorf über Monate den Angreifern getrotzt hatte, entschlossen sich die österreichischen Verbündeten, Truppen zu schicken und die Bayern zurückzuschlagen. Auch als 1376 und 1387 erneut bayerische Truppen die Stadt belagerten, gelang es ihnen nicht, den Widerstand der Mühldorfer Bevölkerung zu brechen.
1442 ging die oberste Hochgerichtsbarkeit über Mühldorf endgültig von Bayern an Salzburg, nachdem es in den Jahren davor immer wieder zu An- und Rückkäufen gekommen war. In der Folge begann eine Zeit des relativen Miteinanders zwischen Bayern und Salzburg, die mit einer Reihe von Bündnisverträgen in der zweiten Hälfte des 15. Jahrhunderts ihren vorläufigen Höhepunkt fand. Auch Mühldorf sollte von dieser allmählichen Annäherung profitieren.

#### Die Frühe Neuzeit

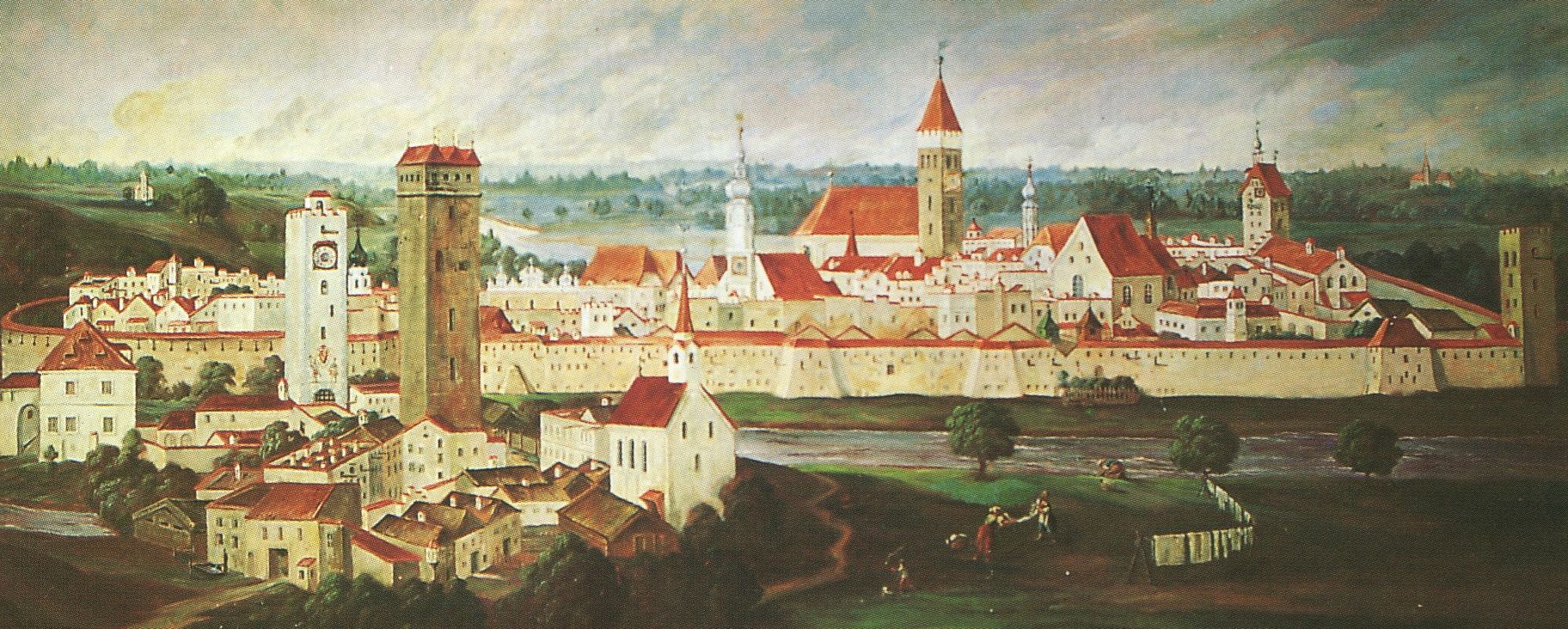
Mühldorf im Barock

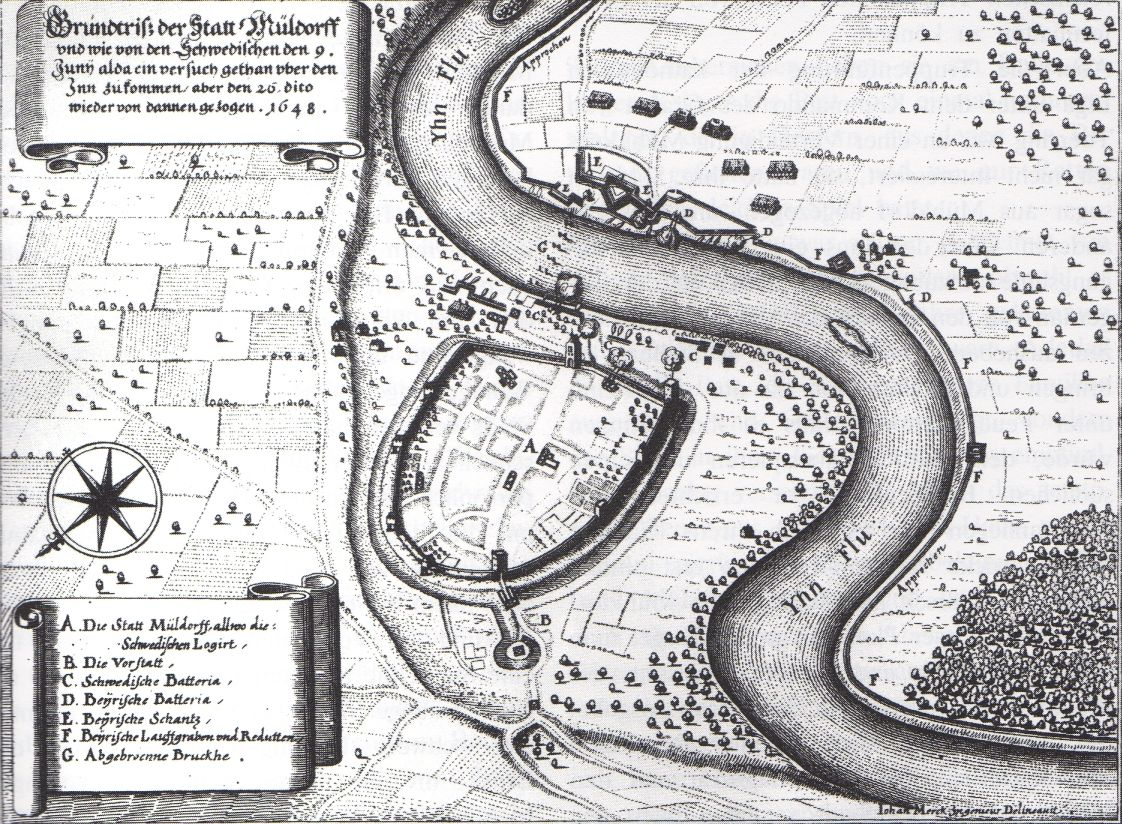
Grundriss von 1648

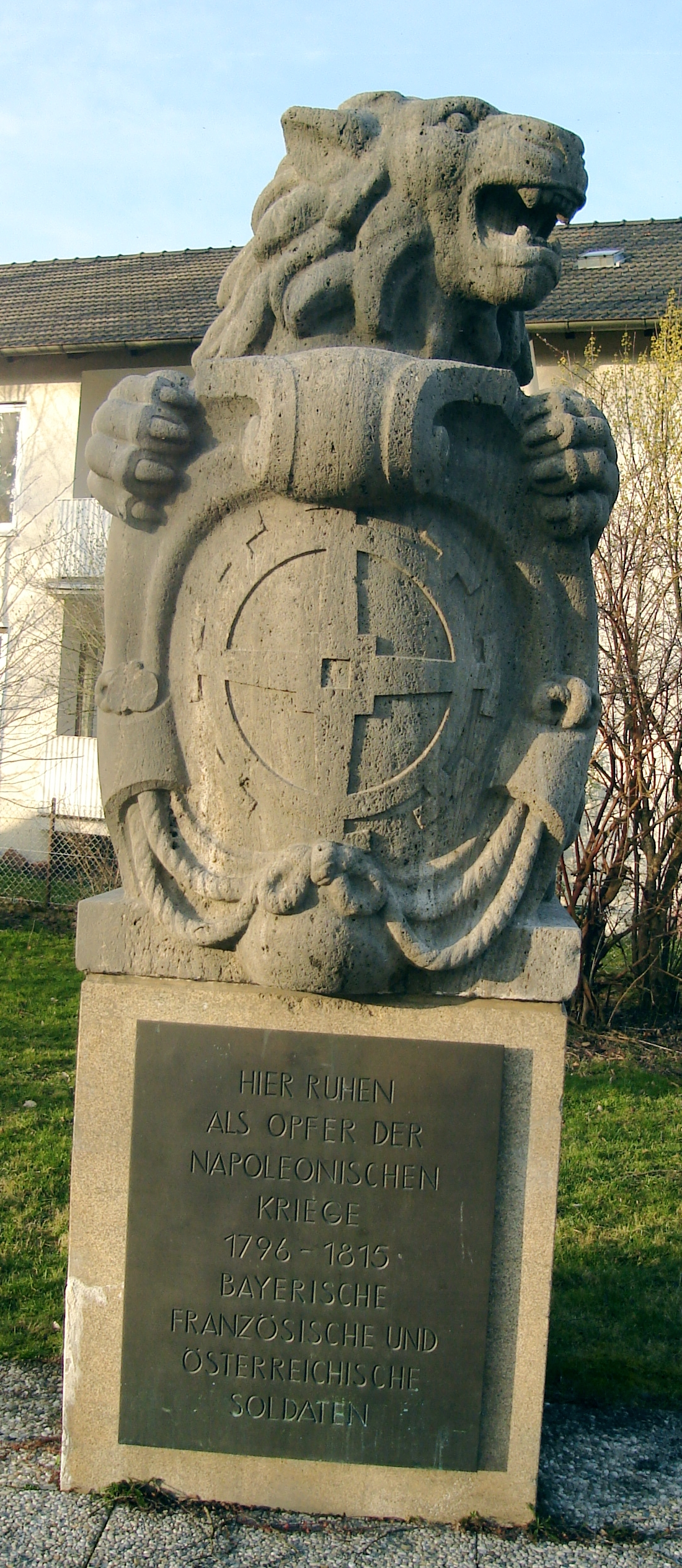
Denkmal für die Opfer der Napoleonischen Kriege

Ende des 15. Jahrhunderts herrschte in Mühldorf vorerst Frieden, doch 1495 fielen knapp die Hälfte der Häuser in der Stadt einem großen Brand zum Opfer. Die folgenden hundert Jahre standen im Zeichen der Pest. 1571 verlegte Erzbischof Johann Jakob von Kuen-Belasy seine Residenz bis 1582 nach Mühldorf, da in Salzburg die Pest wütete. 1611 und 1634 traf dieses Schicksal auch die Stadt Mühldorf und forderte 488 Opfer. Die Stadt hatte sich gerade erst erholt, als 1640 die schlimmste dokumentierte Brandkatastrophe Mühldorf in Flammen aufgehen ließ. 80 % der Firste in der Innenstadt wurden dabei zerstört. Acht Jahre später erreichen die letzten Ausläufer des Dreißigjährigen Kriegs auch Mühldorf, als die Schweden die Stadt für drei Wochen besetzten. Um eine Zerstörung durch die Angreifer zu verhindern, wurde die Stadt kampflos der Übermacht von General Wrangel übergeben. Größere Plünderungen konnten zwar vermieden werden, aber die Stadt musste die Verpflegung der Besatzer sicherstellen. Die Schweden versuchten, in Mühldorf den Inn zu überschreiten, wurden aber durch den Widerstand und die starken Stellungen des bayrischen Befehlshabers Hunolstein am anderen Flussufer daran gehindert, bis sie schließlich nach Neumarkt abzogen.
Im 17. Jahrhundert war die Stadt schwer gezeichnet von Krieg, Pest und Brand, die Stadt konnte den wirtschaftlichen Rückschritt erst nach Jahrzehnten wieder aufholen.
1749 gab es einen dokumentierten Fall von Hexenverfolgung. Zwar wurden bereits in den Jahren davor Prozesse gegen mutmaßliche Hexen geführt, allerdings war der Prozess gegen die 16-jährige Dienstmagd Maria Pauer, die im August 1749 inhaftiert wurde, der einzige in Mühldorf, der vollständig aufgezeichnet ist. Nach monatelanger Haft im „Hexenkammerl“ des Mühldorfer Rathauses und lange dauernden Verhandlungen wurde das Todesurteil gegen das Mädchen im Oktober 1750 in Salzburg vollstreckt.
Um die Wende zum 19. Jahrhundert blieb auch Mühldorf von den Koalitionskriegen nicht verschont. Am 12. Oktober 1800 wurde die aufseiten der Österreicher stehende Stadt von den Franzosen besetzt, die Österreicher wurden in die Flucht geschlagen. Die Besatzung dauerte bis April 1801 und erwies sich für die Stadt als finanzielle Katastrophe.

### Mühldorf in Bayern

#### Das 19. Jahrhundert

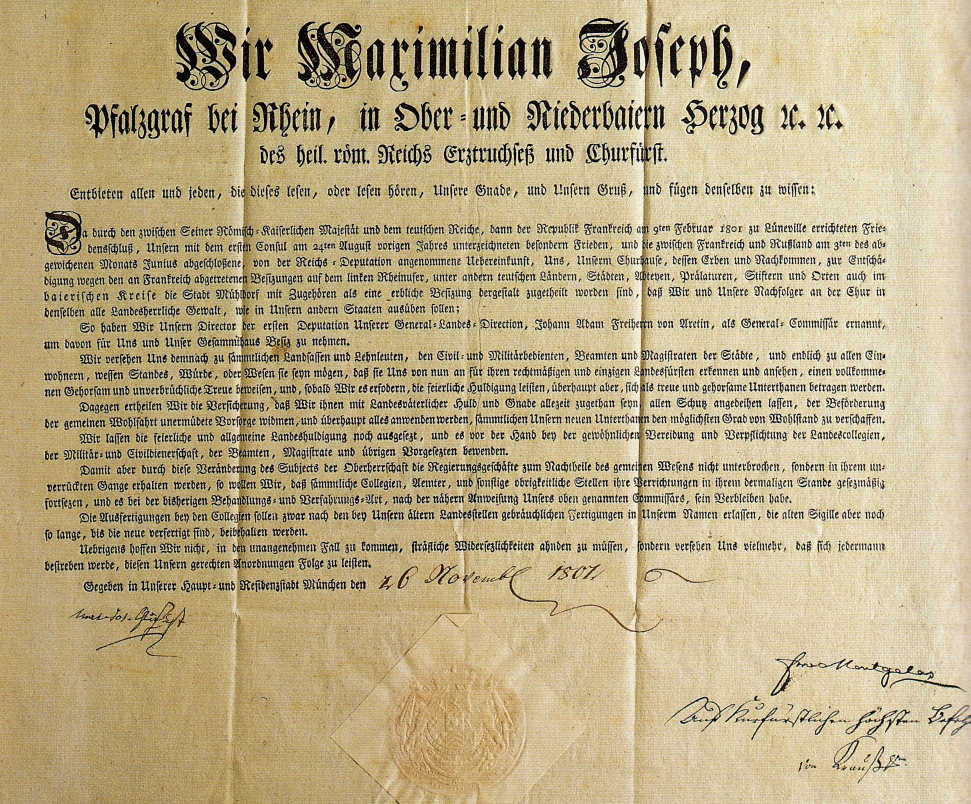
Besitzergreifungspatent über Mühldorf 1802

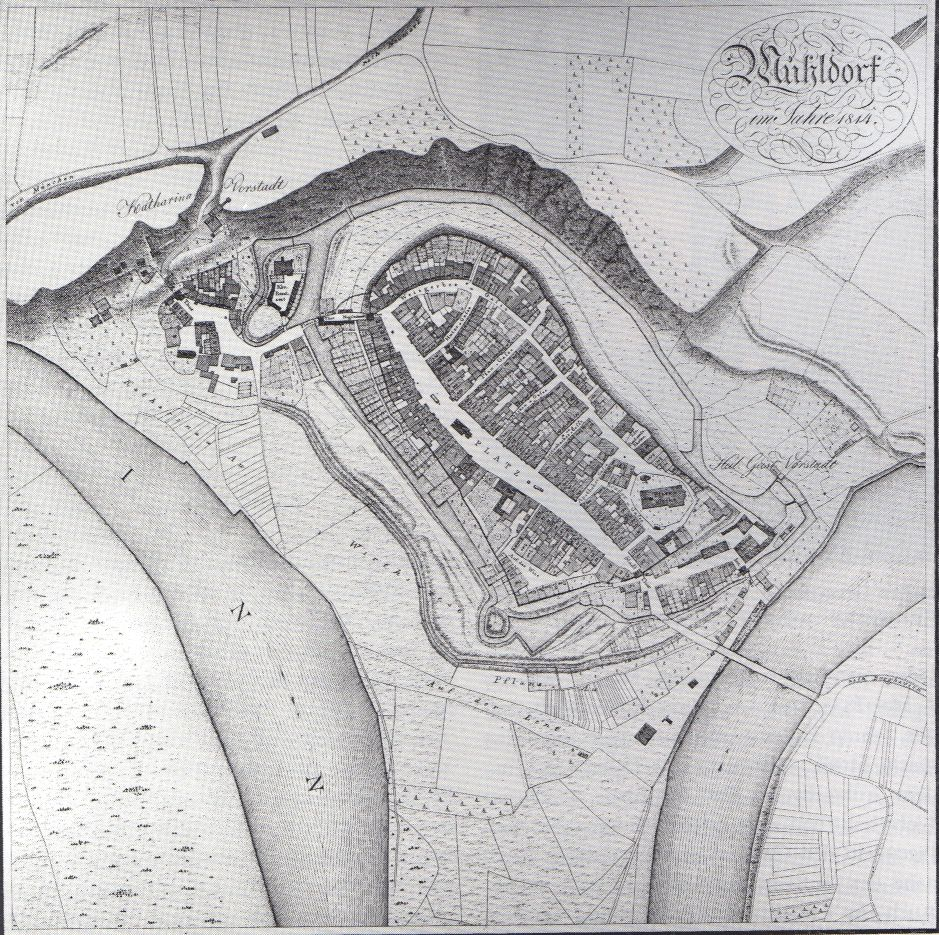
Flurkarte von Mühldorf (1814)

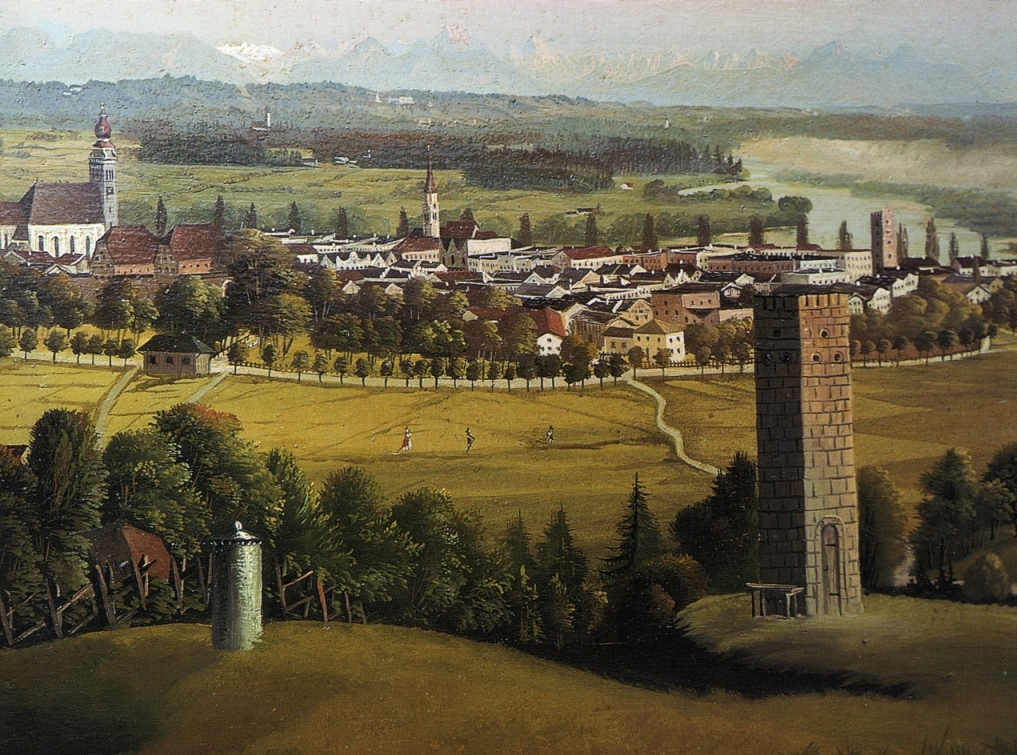
Nikolaus Gumberger: Stadtansicht von Mühldorf um 1860

Am 9. Februar 1801 wurden die Koalitionskriege mit dem Frieden von Lunéville offiziell beendet. Die weltlichen Fürsten sollten als Entschädigung für ihre Gebietsverluste Territorien der geistlichen Herrscher zugesprochen bekommen.
Im Reichsdeputationshauptschluss wurde festgelegt, dass unter anderem die Stadt Mühldorf von Salzburg an Bayern übergehen sollte. Durch einen Vorvertrag mit Frankreich war es den Bayern erlaubt, die ihnen zugewiesenen Gebiete früher in Besitz zu nehmen. So rückte am 19. August 1802 um halb fünf nachmittags eine Kompanie bayerischer Soldaten in der Stadt ein und besetzte diese. Ohne die endgültige Ratifizierung des Reichsdeputationshauptschlusses abzuwarten, wurde Mühldorf am 2. Dezember 1802 durch Adam von Aretin formell in Besitz genommen. Die Stimmung unter den Bürgern war äußerst ausgelassen, und man freute sich auf die Zukunft unter bayerischer Flagge. Schon bald begannen die Mühldorfer, die Vergangenheit unter Salzburger Herrschaft schlechtzureden: Rediit, unde venit (Sie ist zurück, wo sie hergekommen ist) war eine geläufige Wendung.
Am 21. Januar 1803 wurden schließlich bayerische Gesetze eingeführt, und zu Ehren des neuen Herrschers wurde das rote Mühlrad im Wappen Mühldorfs durch ein blaues ersetzt.
Nach kurzer Friedenszeit begann 1805 der dritte Koalitionskrieg, bei dem die Bayern und infolgedessen Mühldorf auf der Seite Napoleons kämpften. Im September besetzten die Österreicher die Stadt für zwei Wochen, bevor die Franzosen unter der Führung von Napoleon in die Stadt einrückten und die Besatzer vertrieben. Auf ihrem Rückmarsch machten diese nochmals für ein halbes Jahr in Mühldorf Halt. Nach kurzer Friedenszeit besetzten 1809 wieder die gegen Napoleon kämpfenden Österreicher die Stadt, die aber einer französischen Übermacht zurückweichen mussten. Das sollte für mehr als hundert Jahre die letzte Besetzung der Stadt sein, und die Stadt begann sich wirtschaftlich zu erholen.
Die Industrialisierung begann in Mühldorf wie in vielen Regionen Südostbayerns verspätet. Erst in der zweiten Hälfte des 19. Jahrhunderts konnte der agrarisch geprägte Raum von dieser Entwicklung profitieren. Die kurze Episode der Dampfschifffahrt auf dem Inn zu Beginn der 1850er-Jahre hatte nicht genügend positive Effekte auf die Mühldorfer Wirtschaft und wurde schon ein Jahrzehnt später größtenteils eingestellt, da ein anderes Transportmittel auf dem Vormarsch war: Von 1871 bis 1908 wurde Mühldorf an das Netz der Königlich Bayerischen Staats-Eisenbahnen angeschlossen. Mit den Linien München-Mühldorf-Neuötting, Mühldorf-Plattling, Mühldorf-Rosenheim, Mühldorf-Altötting und der „bayerischen Tauernbahn“ nach Salzburg wurde die Stadt an fünf Bahnlinien angeschlossen und bekam somit ihr Gesicht als „Linienstern“ in Südostbayern. Der Bahnhof Mühldorf entwickelte sich zu einem wichtigen Güter- und Personendrehkreuz in der Region. Der Aufschwung von Handwerk, Industrie und Handel schlug sich auch in einer für die Region überdurchschnittlichen Bevölkerungsentwicklung nieder. 1899 wurde ein großes, dreistöckiges Distriktkrankenhaus eröffnet. Außerdem konnte durch den Ausbau der Strom- und Wasserversorgung um die Jahrhundertwende die zentralörtliche Funktion Mühldorfs gestärkt werden.

#### Erste Hälfte des 20. Jahrhunderts
Der Kriegsalltag im Ersten Weltkrieg war in Mühldorf ebenso wie in ganz Deutschland von Rationierung und Hunger geprägt. Im Laufe der Novemberrevolution bildete sich auch in Mühldorf ein Arbeiter- und Soldatenrat. Zudem wurde Mühldorf am Abend des 25. April 1919 von einer Gruppe von Spartakisten besetzt; fünf Tage später wurden die Aufständischen von Regierungstruppen entwaffnet und verhaftet. Im selben Jahr begann der Bau des 27 km langen Innkanals, der fünf Jahre später fertiggestellt wurde und in Töging am Inn das größte bayerische Wasserkraftwerk speist. 1923 wurde im größtenteils katholischen Mühldorf die erste evangelische Kirche der Stadt eingeweiht, nachdem hier evangelische Gottesdienste schon seit knapp fünfzig Jahren stattgefunden hatten.
Anfang der 1930er-Jahre erreichte Adolf Hitlers Propaganda Mühldorf, als er im Juni 1931 auf der Mühldorfer Rennbahn eine Rede vor 5000 Zuhörern hielt, darunter auch Ernst Röhm. Seine Anhänger waren alle mit einem weißen Hemd bekleidet, da im Vorfeld ein Marsch im Braunhemd verboten worden war. Nach Hitlers Machtergreifung im Jahr 1933 ernannte ihn der Mühldorfer Stadtrat einstimmig zum Ehrenbürger, ein Titel, der ihm nach 1945 wieder aberkannt wurde. Gleichschaltung, politische Verfolgung und Propaganda gab es in der Folge auch in Mühldorf.
Antisemitische Maßnahmen setzten zur Zeit des Nationalsozialismus ein. Es gab in der Stadt nur zwei jüdische Familien, die Familie Michaelis und die Familie Hellmann. Fritz Michaelis, selbst Unteroffizier d. R. und Träger des Eisernen Kreuzes sowie des Verwundetenabzeichens, musste sein Geschäft im April 1937 schließen. Pferdehändler Hellmann konnte seinen Geschäften bis 1938 nachgehen, musste aber schließlich auch aufgeben, nachdem sogar in der Zeitung Der Stürmer gegen ihn gehetzt wurde. Von den Novemberpogromen 1938 blieb die Stadt aber verschont.

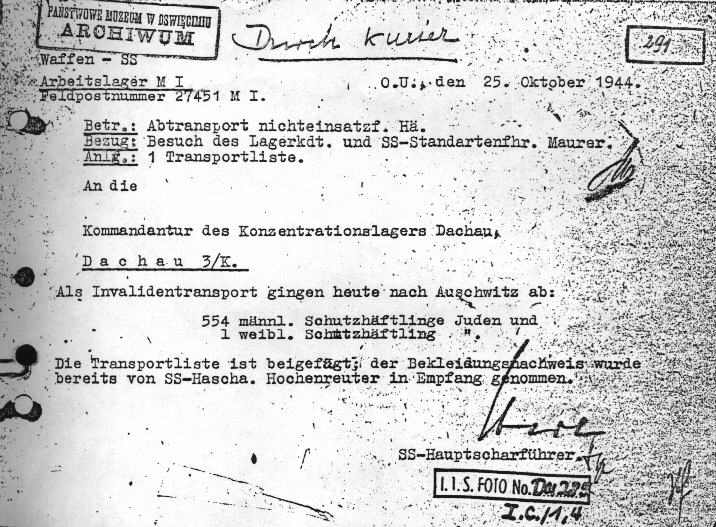
Dokument über einen Häftlingstransport nach Auschwitz

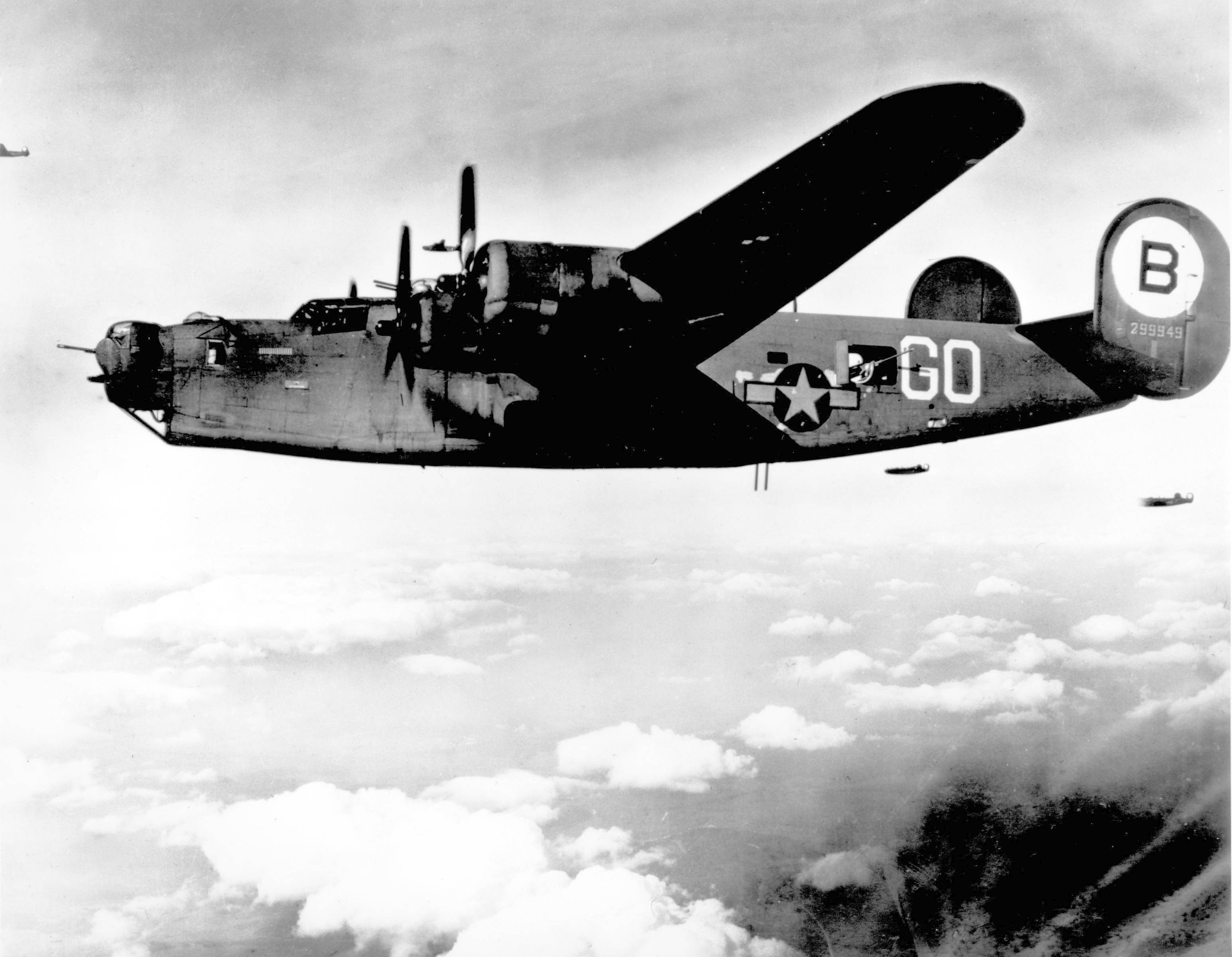
250 B-24-Bomber warfen am 19. März 1945 ihre Bomben über Mühldorf ab

Im Jahr 1944 wurde im Mühldorfer Hart mit dem Bau eines riesigen Rüstungsbunkers unter dem Tarnnamen Weingut I für die Produktion des Jagd- und Bomber-Flugzeugs Messerschmitt Me 262 begonnen. Die dabei eingesetzten Zwangsarbeiter wurden in mehreren Lagern des KZ-Außenlagerkomplexes Mühldorf untergebracht, einem Außenlagerkomplex des KZ Dachau. Nach dem Krieg mussten sich 14 Personen, größtenteils Mitglieder der SS und der Organisation Todt, im „Mühldorf-Prozess“ verantworten.
Am 16. März 1945 beschossen Tiefflieger den Mühldorfer Bahnhof. Am 19. März warfen 700 amerikanische Flugzeuge, darunter 250 B-24-Bomber, 6.000 Bomben über der Stadt ab, vornehmlich über dem Bahnhof, der als einer der größten Umschlagbahnhöfe Bayerns eine kriegswichtige Stellung einnahm. Bei dem Angriff kamen 129 Menschen ums Leben, darunter zahlreiche Kinder. Einen Monat später, am 20. April, wurden erneut Bomben über der Stadt abgeworfen und töteten 15 Mühldorfer. Die beiden Angriffe zerstörten rund 40 % des gesamten Wohnraums, zahlreiche gewerbliche und industrielle Anlagen sowie 330.000 m² Gleisanlagen, das eigentliche Ziel der Angriffe. Am 25. April wurde das Waldlager geräumt, die Häftlinge wurden abtransportiert. Am 2. Mai erreichten von Westen her kommend amerikanische Truppen des 47. Panzerbataillons der 14. Division die Stadt. Bürgermeister Gollwitzer konnte den Mühldorfer Kampfkommandanten davon überzeugen, von einer Verteidigung der Stadt abzusehen. Er übergab die Stadt ohne Kampfhandlungen an den amerikanischen Bataillonskommandeur. Allerdings sprengten abziehende deutsche Truppen noch die Innbrücke. Nach Kriegsende wurden auf dem KZ-Friedhof in Mühldorf 480 Häftlinge aus einem Massengrab des Waldlagers beigesetzt. Am Tag der Beisetzung, dem 2. Juni 1945, hatte sich ein großer Teil der Bevölkerung, Männer, Frauen und Kinder entsprechend einem Aufruf der US-Militäradministration eingefunden und verfolgte mit Entsetzen das Begräbnis von Hunderten Leichen, denn die Särge waren zur Einblicknahme geöffnet worden. Nachdem die Einwohner zu weiteren Beisetzungen ausgeblieben waren, wurden sie per Befehl zum Friedhof beordert, der mit Panzern umstellt war. Das geschah noch viermal im Juni. Der Gedenkstein an der Ahamerstraße spricht nur allgemein von Opfern und verschweigt, dass es ermordete KZ-Häftlinge waren.

#### Mühldorf nach dem Zweiten Weltkrieg
Nach dem Krieg wurde in Mühldorf eine Spruchkammer eingerichtet. Im Rahmen der Entnazifizierung wurden zunächst Straßen und Plätze umbenannt. So wurde beispielsweise aus dem Adolf-Hitler-Platz wieder der Stadtplatz. Laut amerikanischen Angaben waren über 90 % der Mühldorfer Mitglied in einer der zahlreichen nationalsozialistischen Organisationen. Daher verblieben viele Parteimitglieder zunächst in ihren öffentlichen Ämtern. Insgesamt wurde der Verlauf der Entnazifizierung und die Spruchkammer in Mühldorf von den Amerikanern als zufriedenstellend beurteilt. Im Mai 1946 wurden fast 3000 Flüchtlinge in der Stadt Mühldorf registriert, vorwiegend Heimatvertriebene aus dem Sudetenland. Sie wurden größtenteils in Flüchtlingslagern untergebracht, da die Stadt noch immer von den Bombenangriffen zerstört war und die Wohnungsnot anstieg.
In der Folgezeit entwickelte sich das zunächst bestehende Problem der vielen Vertriebenen zu einer wirtschaftlichen Chance. Die Flüchtlinge etablierten bzw. erneuerten in den 1950er Jahren in der Region Mühldorf zahlreiche Branchen. Das traf vor allem für das neu gegründete Waldkraiburg zu, wo sich Firmen der Elektrotechnik, Glasbläserei oder Schmuckherstellung ansiedelten. Gerade die Bauwirtschaft und die Landwirtschaft wurden in den ersten Jahren des Wirtschaftswunders zu treibenden Kräften. Aber auch der gewerblich-industrielle Sektor begann zunehmend Fuß zu fassen. Im Verlauf der 1950er- und 1960er-Jahre führte der wirtschaftliche Boom zur Vollbeschäftigung. So waren beim Arbeitsamt Mühldorf 1965 im gesamten Landkreis nur 65 Personen arbeitslos gemeldet.
1971 entdeckte man südlich der Stadt ein vollständiges Skelett eines Gomphotheriums, das auf etwa 11 Millionen Jahre B.N. datiert wurde. Das Original wird seither in der Bayerischen Staatssammlung in München aufbewahrt, ein Nachguss des Schädels befindet sich im Lodronhaus, dem Heimatmuseum von Mühldorf.

### Eingemeindungen
Bereits seit 1902 fanden erste Eingliederungen statt. Damals gingen 25 Hektar Land mit 50 Einwohnern von Altmühldorf an Mühldorf. 1925 wurden weitere 12 Hektar mit 30 Einwohnern eingegliedert. Von der Gemeinde Mößling gingen 1850 18,5 Hektar und 400 Einwohner an das Mühldorfer Stadtgebiet und 1965 wurde ein 6 Hektar großes unbewohntes Gebiet der Gemeinde Hart eingegliedert.
Die Gemeindeteile Altmühldorf, Ecksberg (als ehemaliger Gemeindeteil von Altmühldorf), Hart und Mößling waren bis in die 1970er Jahre selbständige Gemeinden. Im Zuge der Gemeindegebietsreform schlossen sich Mößling und Hart am 1. Januar 1972 Mühldorf an, Altmühldorf folgte am 1. Mai 1978. Mühldorf wuchs durch diese Angliederung um 20 km² und gewann über 3000 neue Einwohner.

### Religion

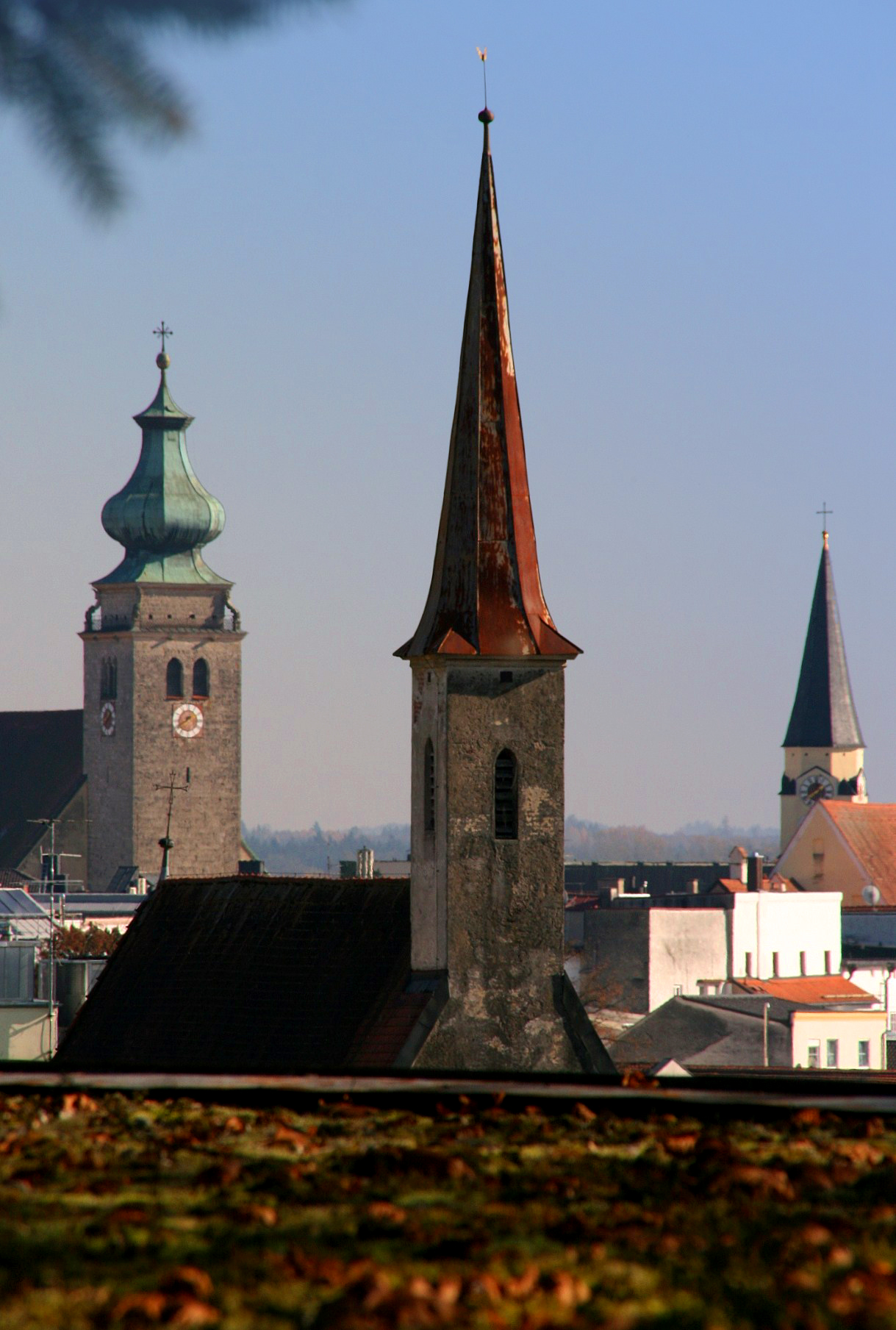
Mühldorfer Kirchen

Der erste römisch-katholische Pfarrer in Mühldorf ist um 1201 erwähnt, 1350 waren es bereits zwei. Die erste Pfarrei wuchs um die Kirche St. Nikolaus. Bis 1802 gehörte die Stadt zum Erzbistum Salzburg, heute gehört sie zum Erzbistum München und Freising. Die Reformation wurde in Mühldorf nicht eingeführt, erste evangelische Gottesdienste gab es erst um 1875, ein evangelisches Vikariat ist 1922 erwähnt. Erst 1931 wurde dieses zum Pfarramt erhoben. Heute gehört Mühldorf zum Kirchenkreis München. 1852 kam auf 1900 Katholiken nur ein Protestant, 1900 kamen auf 3457 Katholiken 55 Protestanten. Juden bewohnten im Mittelalter ein eigenes Viertel. Wann die Vertreibung der Juden begann, ist unbekannt, sicher ist aber, dass im 19. und 20. Jahrhundert selten mehr als drei bis vier Juden gleichzeitig in der Stadt wohnten. Um 1970 waren 68 % der Mühldorfer katholisch, 12 % evangelisch. 20 % gehören einer anderen Glaubensgemeinschaft an oder sind konfessionslos.

### Einwohnerentwicklung
Bis Mitte des 19. Jahrhunderts hatte das ländliche Mühldorf etwa 2000 Einwohner. Einen deutlichen Schub gab es erst in der ersten Hälfte des 20. Jahrhunderts, als sich auch in Mühldorf vermehrt Handwerk und Industrie ansiedelten. In den 1950er- und 1960er-Jahren wuchs die Bevölkerung durch den Zuzug von Vertriebenen aus den ehemaligen deutschen Ostgebieten erneut an. Die Sprünge in den Jahren 1972 und 1978 sind durch die Eingemeindungen von Mößling, Hart und Altmühldorf zu erklären.
Zwischen 1988 und 2018 wuchs die Stadt von 14.720 auf 20.323 um 5.603 Einwohner bzw. um 38,1 %.
Folgende Tabellen zeigen die Bevölkerungsentwicklung Mühldorfs seit 1845. Die Angaben beziehen sich auf den 31. Dezember des jeweiligen Jahres. Einwohnerzahlen vor 1845 liegen dem Einwohnermeldeamt Mühldorf nicht vor.
| Datum | Einwohner |
| ----- | --------- |
| 1845  | 1.863     |
| 1865  | 2.128     |
| 1885  | 2.828     |
| 1900  | 3.519     |
| 1915  | 4.375     |
| 1930  | 6.514     |
| 1945  | 8.104     |
| 1960  | 10.566    |
| 1971  | 10.737    |
| 1972  | 12.885    |

| Datum | Einwohner |
| ----- | --------- |
| 1977  | 12.515    |
| 1978  | 14.276    |
| 1990  | 15.314    |
| 1995  | 16.822    |
| 2000  | 17.326    |
| 2005  | 17.808    |
| 2010  | 17.827    |
| 2011  | 16.806    |
| 2015  | 19.068    |
| 2020  | 20.962    |

Am 31. Dezember 2005 lebten 17.808 Menschen in der Stadt. Davon waren 18 % unter 18 Jahre, 14 % zwischen 18 und 30 Jahre, 50 % zwischen 30 und 65 Jahre und 18 % über 65 Jahre. 42 % der Gesamtbevölkerung waren ledig, 44 % verheiratet. Etwa 7 % lebten in Scheidung, weitere 7 % waren verwitwet. Etwa 6,5 % der Einwohner Mühldorfs waren Ausländer, davon 38 % EU-Ausländer. 23 % der Ausländer kamen aus der Türkei, 15 % aus Österreich, 14 % aus Serbien und Montenegro und 5 % aus Russland. Insgesamt lebten in Mühldorf Menschen aus über 75 Ländern.

## Politik und Justiz

### Wahlen

#### Kommunalwahl
Bei den Kommunalwahlen in Bayern wurden in Mühldorf folgende Ergebnisse erzielt:

##### Stadtratswahlen
| 2020 | Partei   | CSU     | UM/FW   | SPD     | GRÜNE   | AfD    | LINKE  | Gesamt  |
| ---- | -------- | ------- | ------- | ------- | ------- | ------ | ------ | ------- |
| 2020 | Ergebnis | 32,37 % | 21,75 % | 17,87 % | 17,53 % | 7,30 % | 3,19 % | 100 %   |
| 2020 | Sitze    | 10      | 7 (+1)  | 5       | 5       | 2      | 1      | 30 (+1) |

| 2014 | Partei   | CSU    | SPD    | UWG/FW | FM/FDP | GRÜNE  | Gesamt  |
| ---- | -------- | ------ | ------ | ------ | ------ | ------ | ------- |
| 2014 | Ergebnis | 31,6 % | 27,0 % | 16,1 % | 14,5 % | 10,7 % | 100 %   |
| 2014 | Sitze    | 8      | 6 (+1) | 4      | 3      | 3      | 24 (+1) |
| 2008 | Partei   | CSU    | SPD    | UWG    | FM/FDP | GRÜNE  | Gesamt  |
| 2008 | Ergebnis | 31,5 % | 33,7 % | 12,7 % | 13,4 % | 8,7 %  | 100 %   |
| 2008 | Sitze    | 8      | 8 (+1) | 3      | 3      | 2      | 24 (+1) |
| 2002 | Partei   | CSU    | SPD    | UWG    | FDP    | GRÜNE  | Gesamt  |
| 2002 | Sitze    | 9      | 9 (+1) | 4      | 1      | 1      | 24 (+1) |

Der 1. Bürgermeister ist jeweils zusätzliches stimmberechtigtes Mitglied des Stadtrats (+1).
UM: Unabhängige Mühldorfer, UWG: Unabhängige Wählergemeinschaft, FM: Freie Mühldorfer

##### Bürgermeister

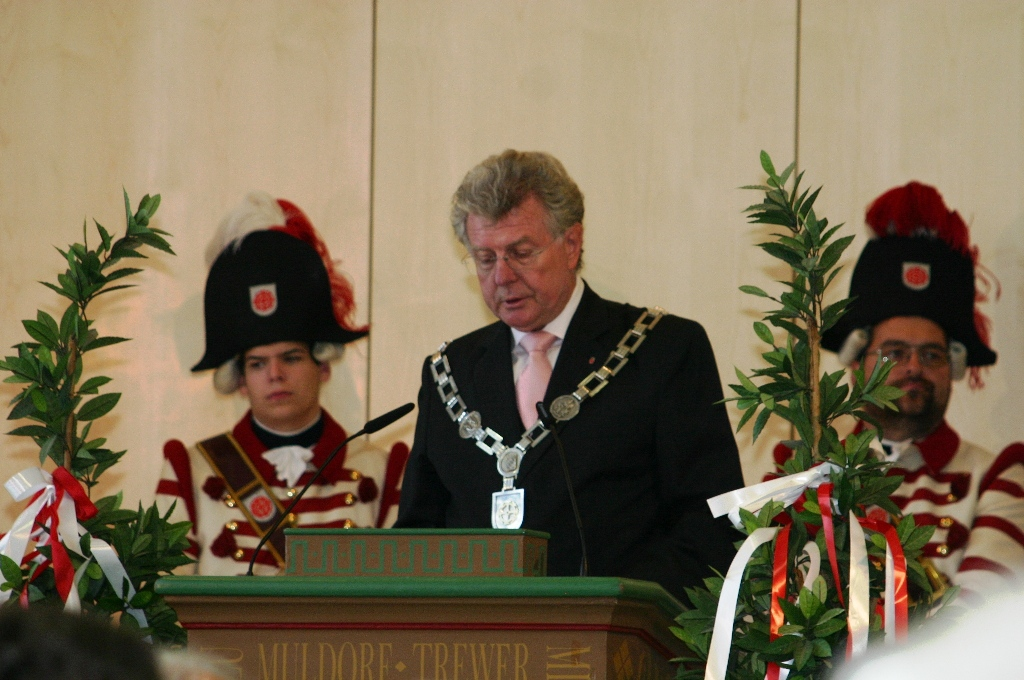
Altbürgermeister Günther Knoblauch. Im Hintergrund Mitglieder der „Stadttürmer“.

Bei den Kommunalwahlen 2020 wurde Michael Hetzl zum 1. Bürgermeister gewählt. Damit stellen erstmals in der Geschichte Mühldorfs die Unabhängigen Mühldorfer zusammen mit den Freien Wählern den Bürgermeister. Seine Vorgängerin war Marianne Zollner (SPD), diese war als erste Frau in der Geschichte Mühldorfs von 2014 bis 2020 Bürgermeisterin. Ihr Vorgänger Günther Knoblauch (SPD) war von 1990 bis 2014 Bürgermeister der Stadt Mühldorf. Seit seiner Wahl in den Bayerischen Landtag ruhte jedoch sein Amt ab 7. Oktober 2013 und das Amt des Ersten Bürgermeisters wurde kommissarisch von der zweiten Bürgermeisterin Ilse Preisinger-Sontag (CSU) ausgeführt. Vor ihm war Josef Federer (SPD) 24 Jahre Bürgermeister der Stadt.
|                     | Name                   | Partei  |
| ------------------- | ---------------------- | ------- |
| 1. Bürgermeister    | Michael Hetzl          | UM / FW |
| 2. Bürgermeister/in | Ilse Preisinger-Sontag | CSU     |
| 3. Bürgermeister/in | Christa Schmidbauer    | SPD     |

### Justiz
Das Amtsgericht Mühldorf am Inn, bis zum Inkrafttreten des Gerichtsverfassungsgesetzes 1879 Landgericht, beschäftigt 75 Mitarbeiter, darunter neun Richter, sechs Gerichtsvollzieher und weitere 50 Beamte. Außerdem befindet sich dort die kleine Strafvollstreckungskammer des Landgerichts Traunstein. Diese ist vor allem zuständig für die Strafgefangenen der Justizvollzugsanstalt Mühldorf. Sie wurde 1965 als Amtsgerichtsgefängnis erbaut und 1969 zur JVA. Die Anstalt hat 82 Hafträume. Seit 1980 dient das Gefängnis nur mehr als Anstalt für Gefangene im Erstvollzug, seit 1980 steht sie unter der Verwaltung der JVA Landshut.

### Städtepartnerschaften
Seit dem 19. August 2004 besteht eine Städtepartnerschaft mit der griechischen Stadt Iraklio, einer selbstständigen Gemeinde im Stadtgebiet von Athen. Die Partnerschaft gründet sich auf die bayerische Siedlungsgeschichte in Athen, nachdem der bayerische Prinz Otto als Otto I. König von Griechenland wurde. Zu den bayerischen Siedlern gehörte der Mühldorfer Hans Fuchs, dessen Sohn 1864 die erste Brauerei Griechenlands gründete. Die Brauerei Fix besteht heute noch.
Am 19. Juni 2005 wurde eine weitere Städtepartnerschaft mit der ungarischen Stadt Cegléd unterzeichnet. Die Stadt liegt 70 km südöstlich der Hauptstadt Budapest im Komitat Pest. Das erste grenzüberschreitende Projekt forcierte die Hauptschule Mühldorf, bei dem zusammen mit ihrer Partnerschule in Cegléd und einer weiteren Partnerschule in Iraklio ein Kochbuch entstanden ist.

## Wappen und Fahne
| Wappen von Mühldorf am Inn | Blasonierung: „In Silber ein rotes Mühlrad.“ |
| Wappen von Mühldorf am Inn | Wappengeschichte: Das Mühldorfer Stadtwappen zeigt heute ein Mühlrad mit acht Schaufeln auf silbernem Grund. Die Farben weisen auf die frühere Zugehörigkeit der Stadt zu Salzburg hin, welches dieselben Farben im Wappen trug. Das Mühldorfer Siegel wurde erstmals 1307 abgedruckt und ist wohl um 1290 entstanden. Damit zählt Mühldorf zu den ältesten Städten Südostoberbayerns mit eigenem Siegel. Zu dieser Zeit zeigte es noch 16 Schaufeln. Alle späteren Siegel zeigten ein Rad mit acht Schaufeln. Erstmals auf dem Wappenschild erschien das Mühlrad im 16. Jahrhundert. 1507 wurde das Wappen durch den Erzbischof von Salzburg Leonhard von Keutschach bestätigt, wobei die heutigen Farben des Wappens erstmals 1530 überliefert wurden. Im 19. Jahrhundert, nachdem Mühldorf an Bayern ging, wurde als Farbe für das Mühlrad des Öfteren Blau verwendet, als Zeichen der Loyalität gegenüber den neuen Herrschern. Mit der Zeit kehrte man aber wieder zu den ursprünglichen Farben zurück. |

Die Stadtfahne trägt die Farben rot-weiß.

## Kultur und Sehenswürdigkeiten

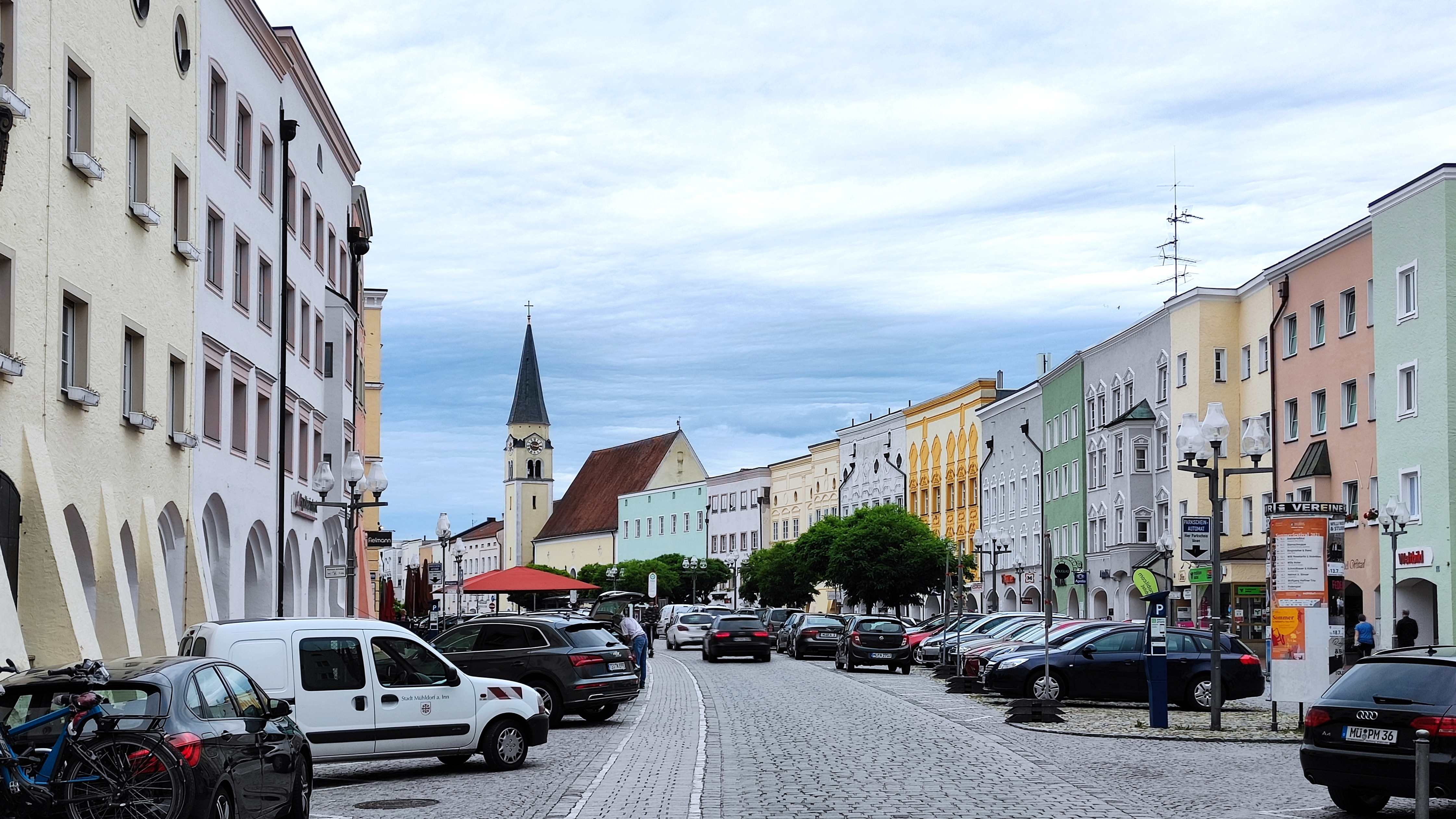
Stadtplatz von Mühldorf

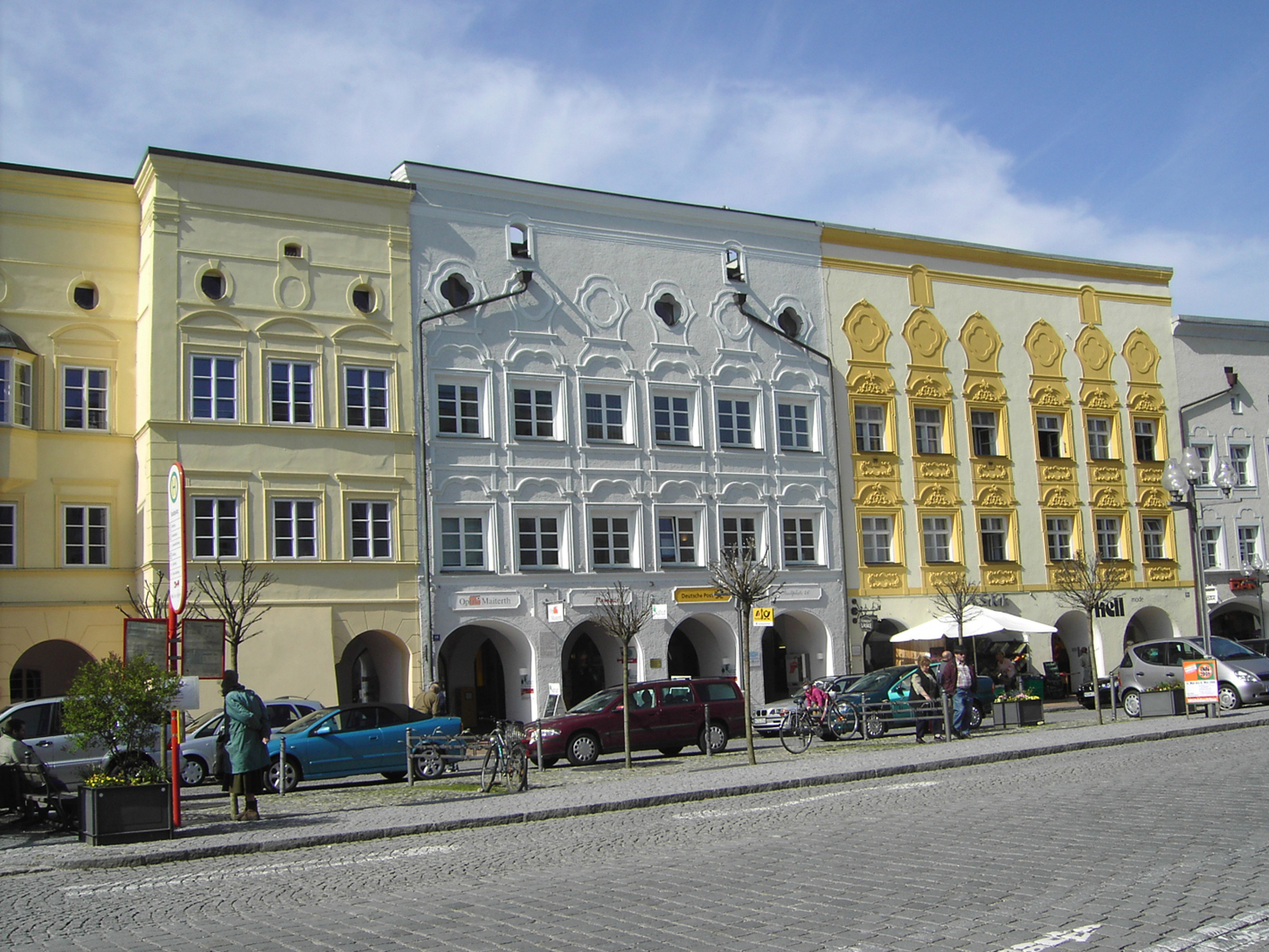
Die Altstadt von Mühldorf hat viele Fassaden im Inn-Salzach-Stil

Mühldorf besitzt eine historische Altstadt mit Häusern im typischen Inn-Salzach-Stil. Der Kern der Altstadt, der Stadtplatz, wird von zwei Toren begrenzt und erstreckt sich auf einer Länge von fast 500 Metern und einer Fläche von über 11.000 m². Die Stadt liegt am Radpilgerweg Benediktweg, der im August 2005 eröffnet wurde.

### Museen
Das Kreismuseum im Lodronhaus wurde 1975 im ehemaligen Amtsgerichtsgefängnis eröffnet. Seit 2017 heißt das Kreismuseum Geschichtszentrum und Museum Mühldorf a. Inn. Das unter Denkmalschutz stehende Gebäude wurde im 15. Jahrhundert erbaut und diente unter anderem als Getreidekasten. Nach einer Renovierung 2001 wurde das Museum um einige Räume erweitert. Im Museum befinden sich Objekte zu den Themen Geologie, Geographie, Geschichte, Kirche, Kunst und vieles mehr. Bedeutende Exponate sind die „Thronende Muttergottes mit Kind“ sowie eine spätgotische Figur „Gottvaters“.

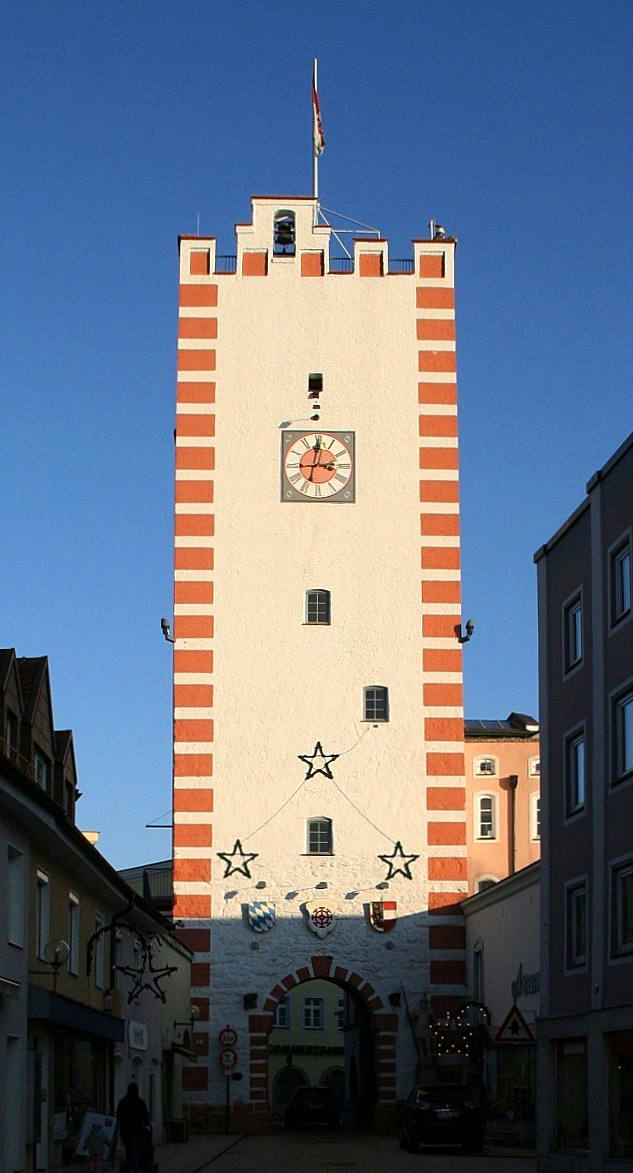
Münchner Tor (Nagelschmiedtor)

Das Jagd-Musseum (Eigenschreibweise) ist eine Kuriositätensammlung des Mühldorfers Hans Kotter. Auf skurrile und karikierende Art und Weise wird dort der Beruf des Jägers ad absurdum geführt. Einige der Objekte im Museum stammen von bekannten Karikaturisten wie Uli Stein, Manfred Deix oder Gerhard Haderer.

### Veranstaltungsorte
Im historischen Haberkasten findet das ganze Jahr über ein Kulturprogramm statt, bei dem neben den verschiedensten Musikrichtungen auch Kleinkunst und Kabarett Platz findet. Zu den auftretenden Künstlern gehören Namen wie Bruno Jonas, Django Asül, Gerhard Polt, Ingo Appelt, Fiddler’s Green, Götz Alsmann und andere. Seit 2000 findet im Innenhof des Haberkastens außerdem jedes Jahr das „Sommerfestival“ statt. Auch im Mühldorfer Stadtsaal mit fast 750 Sitzplätzen finden jedes Jahr zahlreiche Veranstaltungen statt.

### Regelmäßige Veranstaltungen
Seit 1865 findet in Mühldorf ein traditionelles Volksfest statt. Gegenwärtig beginnt dieses zehntägige Fest immer am letzten Samstag im August. Bei dem dazugehörenden „Internationalen Schützen- und Trachtenzug“ nehmen Gruppen aus der ganzen Welt teil. 2006 wurden über 200.000 Besucher gezählt. Seit 2003 veranstaltet die Gemeinschaft der Mühldorfer Wirte GbR jährlich eine Musiknacht, bei der in zahlreichen Kneipen, Bars und Cafés der Stadt ein Live-Musik-Programm geboten wird. Im Sommer jeden Jahres findet auf dem Mühldorfer Stadtplatz das Altstadtfest statt. Mit einem bunten Kulturprogramm beginnt es bereits am frühen Nachmittag und endet erst spät in der Nacht. An Fasching findet auch in Mühldorf ein großer Faschingszug am Stadtplatz statt. Mit mehreren Dutzend Wagen, zahlreichen Kapellen und Fußgruppen zieht er jedes Jahr am Faschingssonntag mehrere tausend Gäste an. Er ist der größte Faschingszug in Südostoberbayern.

### Bauwerke

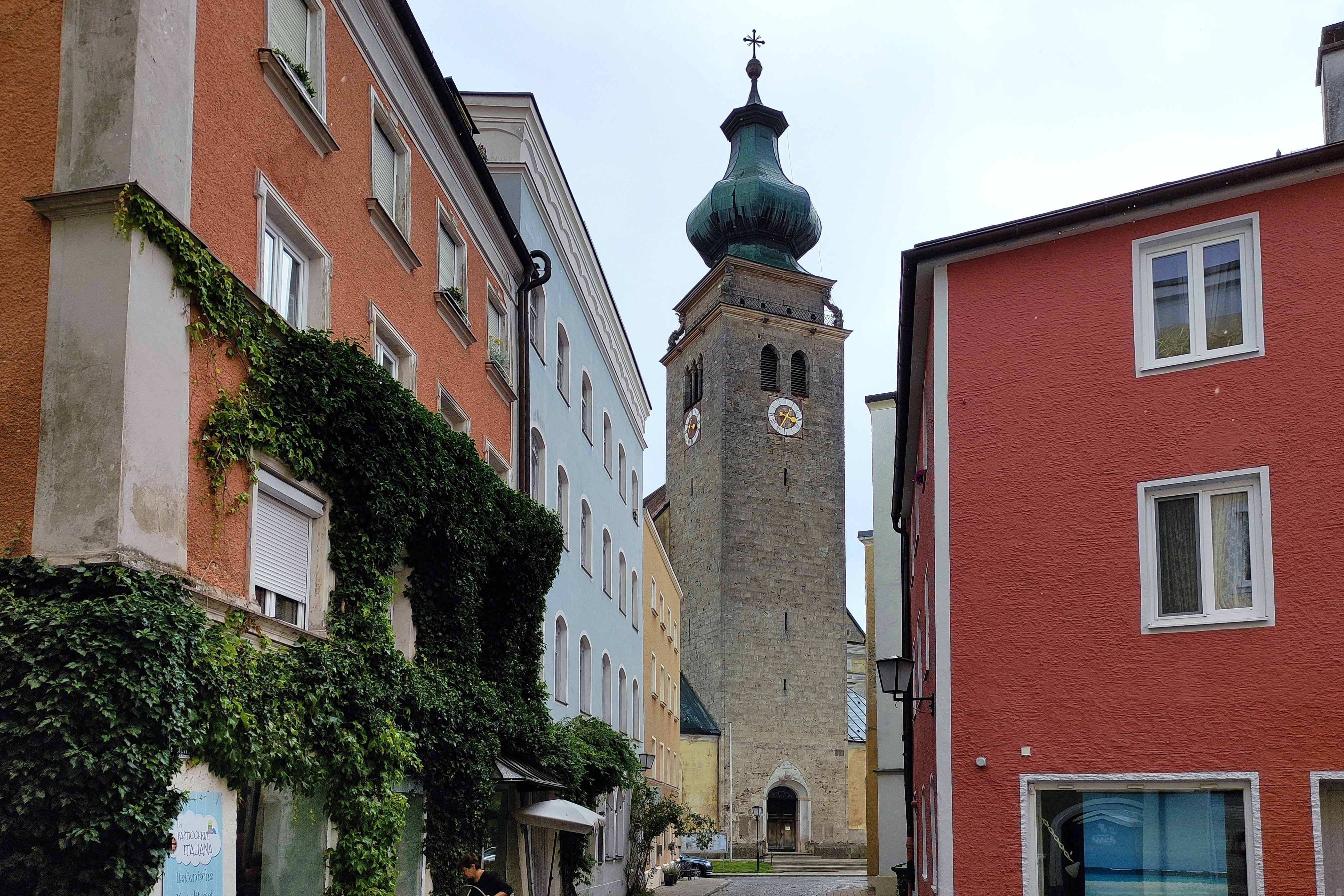
Kirche St. Nikolaus
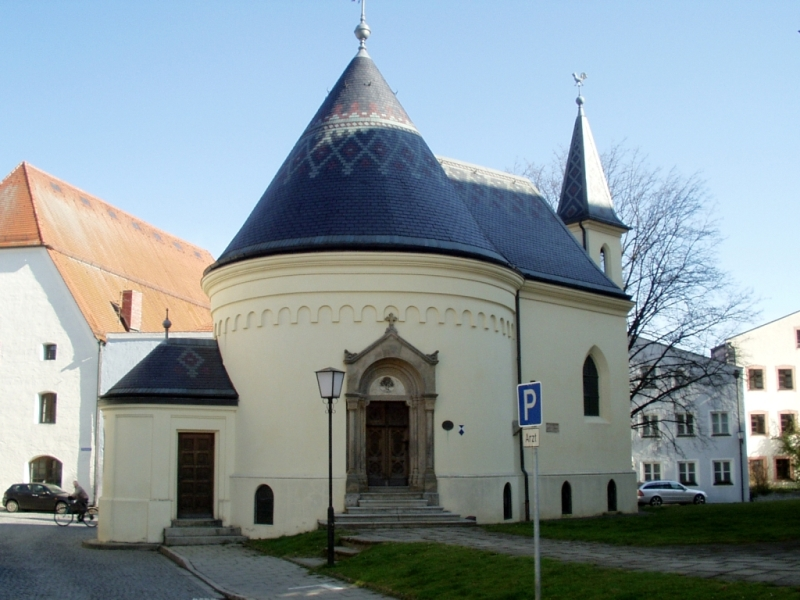
Kapelle St. Johannes
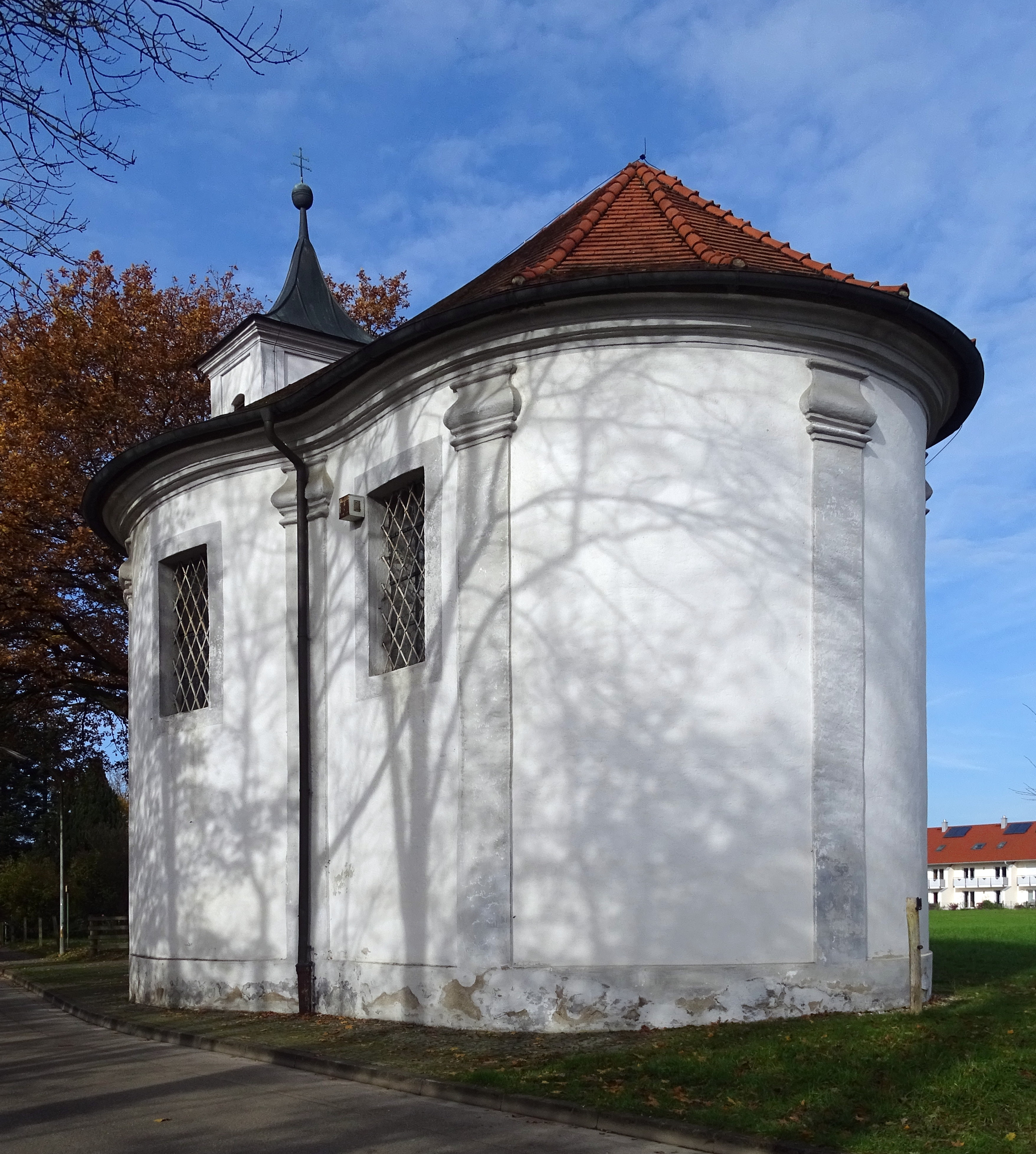
Maria-Eich-Kapelle
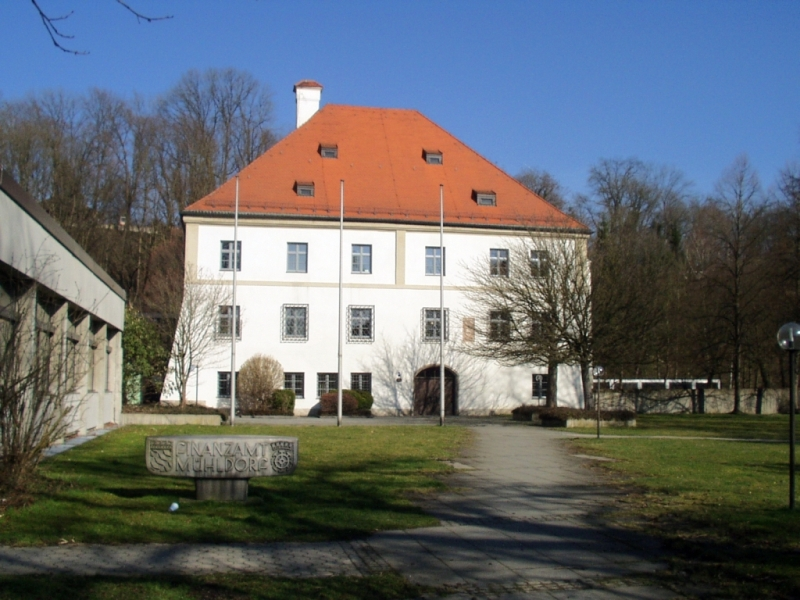
Ehemaliges fürstbischöfliches Schloss
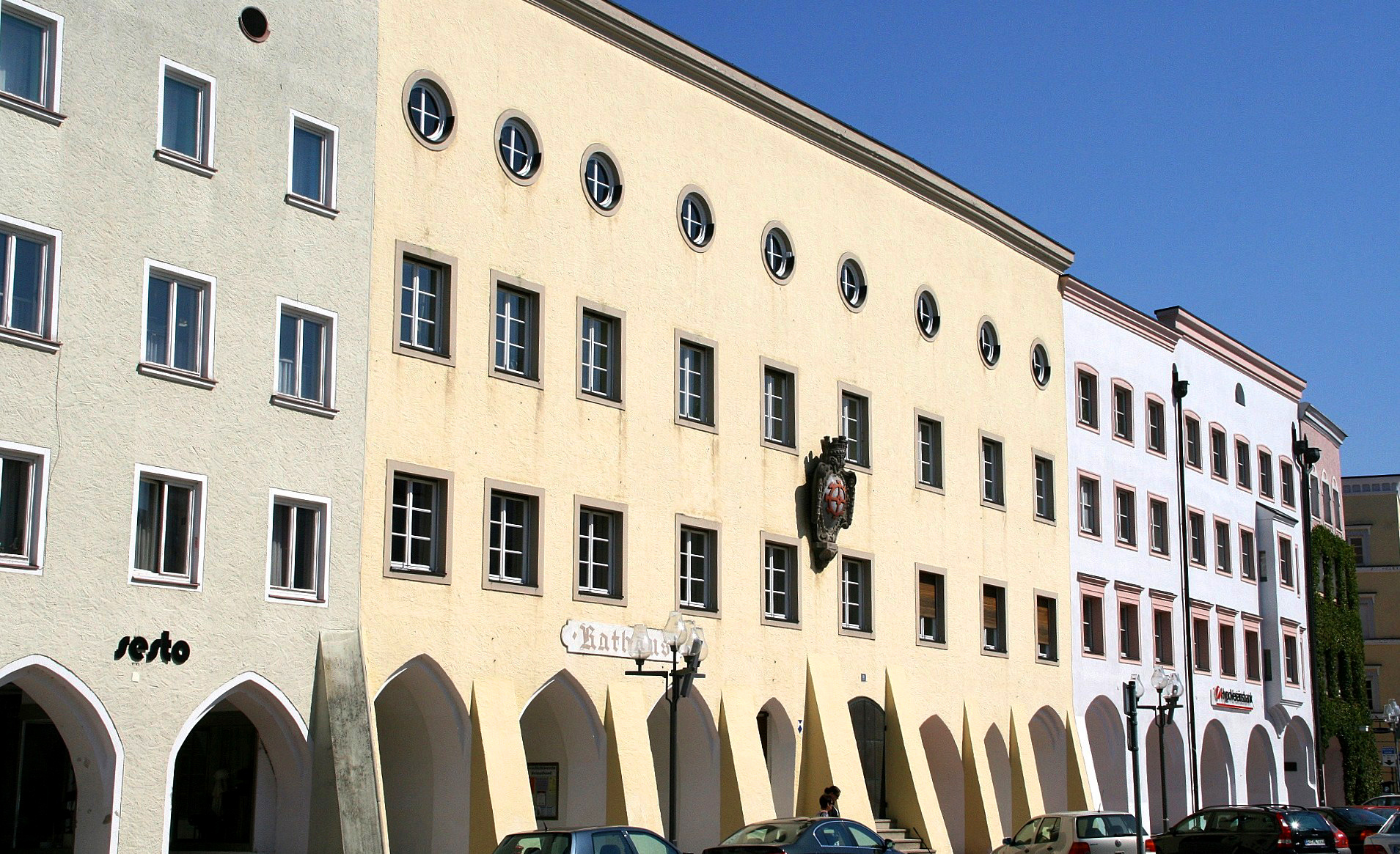
Rathaus (gelber Putzbau) am Stadtplatz

Mühldorf verfügt über zahlreiche architektonisch wertvolle Gebäude aus vielen Jahrhunderten. Neben der historischen Altstadt im Allgemeinen sind hier die zahlreichen Kirchen besonders hervorzuheben.
Die Stadtpfarrkirche St. Nikolaus wurde erstmals 1251 erbaut, fiel aber einem Brand zum Opfer. Sie wurde als romanisch-frühgotisches Bauwerk im Stile einer Basilika errichtet. Um 1300 wurde sie wieder aufgebaut, wobei nur der Kirchturm und das Eingangsportal erhalten blieben.
Direkt neben der Nikolauskirche befindet sich die Kapelle St. Johannes, ein frühgotisches Bauwerk aus der Mitte des 14. Jahrhunderts. Sie enthält zahlreiche romanische Elemente und auch Bemalungen aus der Renaissance, die im 16. Jahrhundert dazugekommen sind. Heute bildet die Kapelle eine Gedächtnisstätte für die Weltkriegstoten.
Die katholische Frauenkirche steht am Stadtplatz. Das schlichte barocke Langhaus mit steilem Satteldach wurde 1643 als Klosterkirche der Kapuziner geweiht. Der Kirchturm kam 1856 im Stil des Historismus hinzu. Er hat u. a. neoromanische Schallöffnungen und ein achtseitiges hohes Zeltdach. Die Frauenkirche diente von 1891 bis 1977 als Franziskaner-Klosterkirche.
St. Katharina befindet sich in der Katharinen-Vorstadt. Das eher kleine und unprätentiöse Gotteshaus, nur mit Dachreiter statt Turm, stammt aus der zweiten Hälfte des 15. Jahrhunderts (Spätgotik). 1756 wurde die katholische Kirche im Stil des Barock umgestaltet. Die Kirche befindet sich seit einigen Jahren in schlechtem Zustand und darf wegen Baufälligkeit nicht mehr betreten werden (Stand 2010).
Die katholische Maria-Eich-Kapelle im Osten von Mühldorf ist eine interessante, weil eher seltene Zentralbau-Kapelle, errichtet 1699 im Stil des Barock. Ein schlanker, nicht allzu hoher Turm, durch welchen auch der Eintritt erfolgt, steht auf der Vorderseite. Die Rückseite zeigt einen runden Chor. Der Ovalbau wurde vom Kanonikus A. C. Hellsperger gestiftet.
St. Laurentius im Stadtteil Altmühldorf ist der Spätgotik zuzuschreiben. Sie wurde von 1501 bis 1518 erbaut und enthält zahlreiche kunsthistorisch bedeutsame Werke. Die Darstellung der Kreuzigung Christi (um 1420) auf einer Tafel zählt zu den Gemälden von europäischem Rang. Bedeutend ist auch ein aus Sandstein gehauenes Relief, welches die Ölbergszene darstellt. Es ist um 1435 entstanden.
Der katholische Pfarrhof steht im Südosten der Altstadt, in unmittelbarer Nähe zu St. Nikolaus. Teil des Pfarrhofs ist ein alter Eckturm der Stadtbefestigung. Der Pfarrhof wurde im 15. Jahrhundert errichtet. Im 18. Jahrhundert kam das Gebäudeensemble in seine überwiegend barocke Ansicht. Der Treppengiebel des Wehrturms ist eine neugotisch-historistische Zutat des 19. Jahrhunderts. Das sehr ansehnliche Bauwerk gilt als einer der schönsten Pfarrhöfe Oberbayerns.
Das Mühldorfer Rathaus zählt zu den ansehnlichsten Profanbauten der Stadt. Die einzelnen Gebäude, aus denen das Rathaus heute besteht, wurden bereits um 1450 erbaut. Nach dem Stadtbrand 1640 wurden sie schließlich zusammengelegt und aus- und umgebaut. Es ist in der typischen Innstadt-Bauweise errichtet.
Außerdem hervorzuheben sind das ehemalige Fürstbischöfliche Schloss (das heutige Finanzamt), welches um 1539 erbaut wurde, sowie der Kornkasten und der Haberkasten aus dem 15. Jahrhundert. Ersterer beherbergt heute die Mühldorfer Stadtbücherei, Letzterer dient als Veranstaltungsort.
Kornkasten und Haberkasten befinden sich im Osten der Altstadt und bedeuten ein beachtliches spätmittelalterliches Ensemble. Die stattlichen dreistöckigen Gebäude mit Krüppelwalmdach sind auf der Rückseite direkt an die mittelalterliche Stadtmauer gebaut. Auch auf der Vorderseite sind die beiden Häuser durch eine Mauer (mit Zinnen) verbunden, wodurch ein rechteckiger, introvertierter Hof entsteht.
Mit dem Altöttinger Tor und dem Münchner Tor besitzt die Stadt noch ihre beiden historischen Haupttore. Das Altöttinger Tor erhebt sich als vierstöckiger Torturm im Süden der Altstadt. Die Substanz des Bauwerks geht auf das Mittelalter zurück. Um 1809 fand die Umwandlung in ein Stadthaus statt, die beide Fassaden (Stadt- und Feldseite) tiefgreifend veränderte. Die auffälligste Veränderung brachte der Durchbruch von zahlreichen Fenstern mit sich. Erhalten blieb der rundbogige Durchgang im Erdgeschoss. Das Münchner Tor, auch Nagelschmiedtor genannt, steht im Nordwesten der Altstadt. Der hohe mittelalterliche Torturm mit Zinnenkranz und rundbogiger Durchfahrt ist Teil der im 12./13. Jahrhundert entstandenen Stadtbefestigung. Der untere Teil mit der Durchfahrt zeugt von romanischer Zeit (12./13. Jahrhundert). Die oberen Stockwerke sind jünger, stammen jedoch ebenfalls aus dem Mittelalter. 

### Gedenkstätten

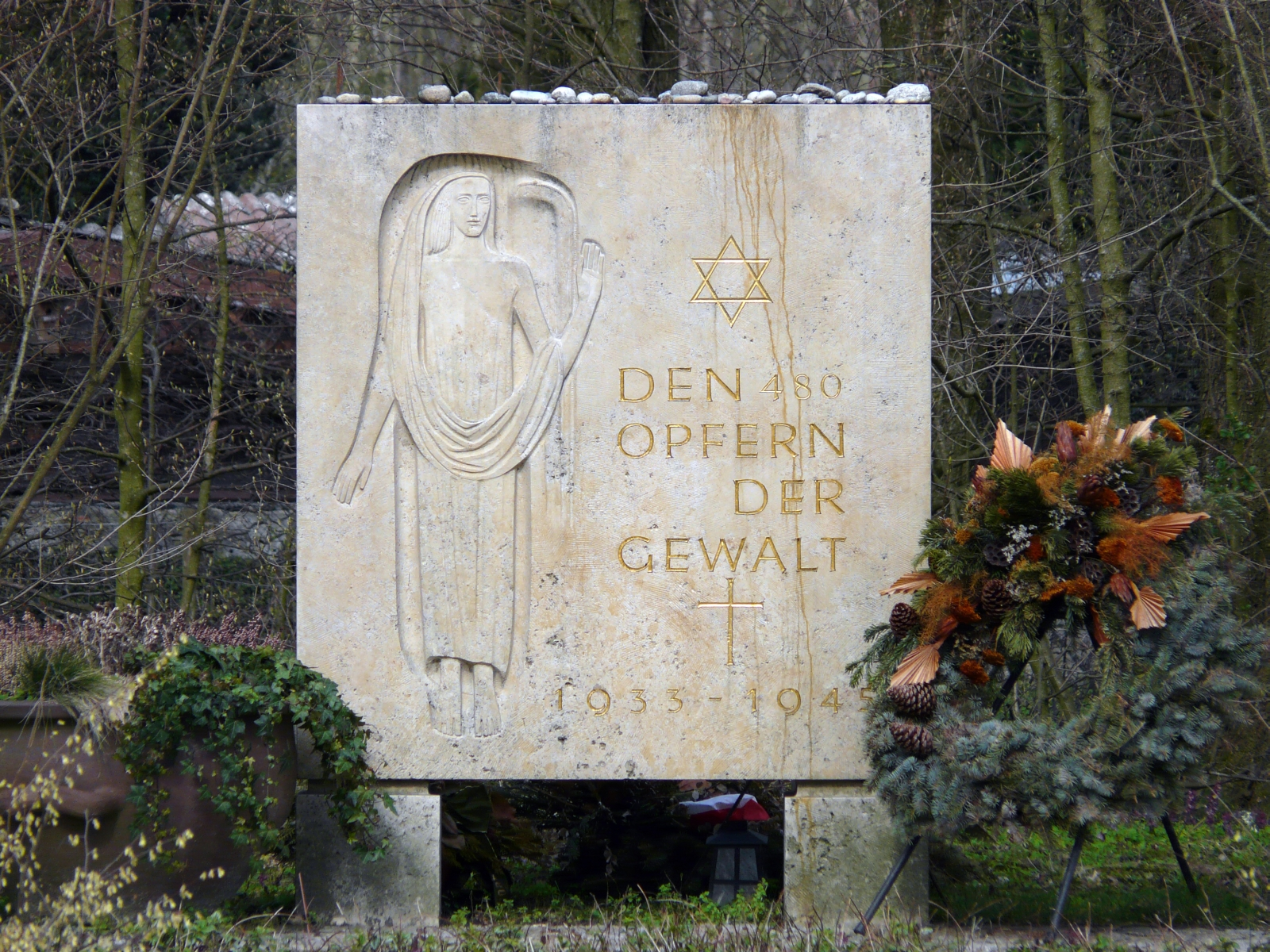
Ein Gedenkstein auf dem KZ-Friedhof in Mühldorf erinnert an die hier begrabenen Opfer

Nahe dem Inn erinnert eine Gedenkstätte an die Gefallenen der Napoleonischen Kriege zwischen 1795 und 1813. Die Errichtung eines Denkmals wurde seit Mitte des 19. Jahrhunderts vorangetrieben, seit 1972 hat der „Franzosenfriedhof“, wie die Gedenkstätte auch genannt wird, sein heutiges Gesicht.
Vor dem Friedhof Nord erinnert eine Steinskulptur als Denkmal und Mahnmal an die Gefallenen der letzten großen Kriege. Sie stellt einen sterbenden Krieger dar und soll Ausdruck der Niederlage und der Not sein. In etlichen Kirchen des Stadtgebietes gibt es darüber hinaus Gedächtnisstätten und Namenstafeln der Kriegstoten der Stadt.
Für 480 der KZ-Häftlinge, die im Waldlager bei Mettenheim ihr Leben verloren, wurde im Juni 1945 ein Friedhof und eine Gedächtnisstätte errichtet. Ein Gedenkstein zeigt die Inschrift: „Den 480 Opfern der Gewalt 1933–1945“.
In der Stiftung Ecksberg erinnert eine Gedenkstele an die 248 Bewohner mit geistiger Behinderung, die 1940/41 im Rahmen der „Vernichtung lebensunwerten Lebens“ ermordet wurden.
Seit 1971 erinnert ein Naturstein mit der Inschrift „664 km nach Berlin“ an die Teilung Deutschlands im Kalten Krieg. Er steht heute in der Parkanlage vor dem Finanzamt.

### Naturschutzgebiete
Westlich der Stadt liegt das Mühldorfer Hart, ein weitläufiges Waldgebiet. Das 1100 Hektar große Areal ist als Landschaftsschutzgebiet eingetragen. Gleiches gilt für einige direkt am Inn gelegene Landschaftsteile in der Nähe von Ecksberg.

### Sport
Die zahlreichen Sportvereine in Mühldorf bieten ein breites Spektrum an sportlichen Betätigungsfeldern. Dazu gehören neben den alltäglichen Sportarten wie Fußball, Tennis, Volleyball, Badminton, Turnen, Leichtathletik und Skisport auch solche wie Bogenschießen, Flugsport, Golf und Judo. Es besteht auch ein Sportverein für Behinderte. Zu den größeren Vereinen gehören der TSV 1860 Mühldorf (1700 Mitglieder) und der Rasensportverein (RSV) Mößling (700 Mitglieder), beide mit eigenen Sportanlagen. Der TSV beherbergt unter anderem das Kunstturnleistungszentrum (KTLZ) Mühldorf. Die Fußballabteilung des RSV und die in finanziellen Schwierigkeiten befindliche SpVgg Mühldorf haben sich 2006 zum FC Mühldorf zusammengeschlossen, der derzeit in der Kreisklasse spielt. Besonders erfolgreich sind die Turner und Volleyballer des TSV. Die 1. Mannschaft der Volleyballabteilung spielt derzeit in der 2. Bundesliga, auch die Turner gehören seit Langem zur bayerischen Spitze. Auf der Mühldorfer Trabrennbahn finden regelmäßig Motorsportveranstaltungen statt, darunter auch Weltmeisterschaftsläufe.

## Wirtschaft und Infrastruktur

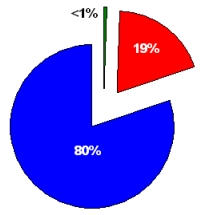
Verteilung der Beschäftigten auf primären (grün), sekundären (rot) und tertiären Sektor (blau)

Das Stadtgebiet umfasst eine Fläche von 29,42 km². Das Straßennetz hat eine Gesamtlänge von etwa 131 km. In der Stadt sind ca. 1.450 Gewerbebetriebe ansässig, vornehmlich aus dem Handels- und Handwerksbereich. Sie bieten knapp 8.000 Menschen einen Arbeitsplatz, darunter 6.000 Mühldorfern. Am 30. Juni 2006 waren 816 Mühldorfer arbeitslos, darunter 116 Ausländer und 348 Langzeitarbeitslose (1 Jahr und länger). 80 % der Mühldorfer Betriebe werden zum Dienstleistungssektor gezählt, weniger als 1 % entfallen auf die Landwirtschaft. In der Stadt befinden sich alle öffentlichen Behörden des Landkreises Mühldorf. Im Umkreis von 30 km um die Stadt leben etwa 250.000 Personen. Vom Bahnhof Mühldorf aus pendeln täglich 14.000 Menschen Richtung München. Der Einzelhandel in Mühldorf erwirtschaftet einen Umsatz von 200 Millionen Euro im Jahr.
Zu den wichtigsten ortsansässigen Unternehmen in Mühldorf gehört die Firma ODU Steckverbindungssysteme. Diese fertigt unter anderem Steckverbindungen für Mobiltelefone, Medizintechnik und Industrieelektronik. Die Firma beschäftigt etwa 1000 Mitarbeiter und gehört mit 100 Auszubildenden zu den wichtigsten Ausbildern der Stadt. Ein weiterer großer Arbeitgeber ist die Firma Maschinenbau Mühldorf (MBM), die aus der Baufirma Polensky & Zöllner, die in Mühldorf bereits an der Errichtung des Innkanals sowie während des Zweiten Weltkrieges am Bau der Rüstungsanlagen im Mühldorfer Hart beteiligt war, hervorgegangen ist. Sie ist im Bereich des Sondermaschinenbaus tätig und beschäftigt 200 Mitarbeiter, darunter 20 Auszubildende. Seit Anfang 2017 befindet sich MBM jedoch aufgrund Zahlungsunfähigkeit unter Insolvenzverwaltung. Ein weiterer wichtiger Arbeitgeber ist mit 200 Mitarbeitern die Firma Belimed, die unter anderem in der Herstellung von Reinigungs-, Desinfektions- und Trocknungsanlagen tätig ist.
Die Versorgung mit Gas, Wasser und Strom wird durch die Stadtwerke Mühldorf sichergestellt. Dabei stammen etwa 7 % des Stroms aus Eigenerzeugung, das Wasser kommt aus Wasserschutzgebieten aus dem Stadtgebiet. Die Mühldorfer Stadtwerke betreiben außerdem das städtische Hallenbad, das Freibad, die Eisbahn und die Innfähre.

### Verkehr

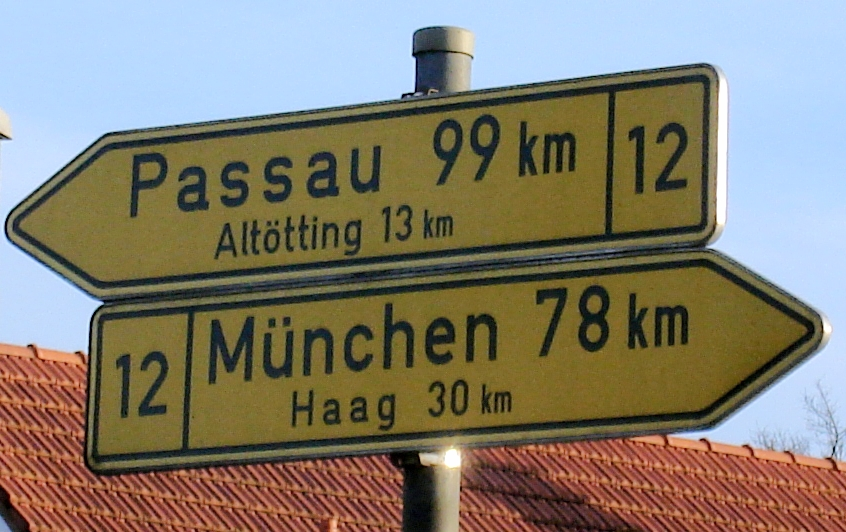
Entfernungen von Mühldorf aus

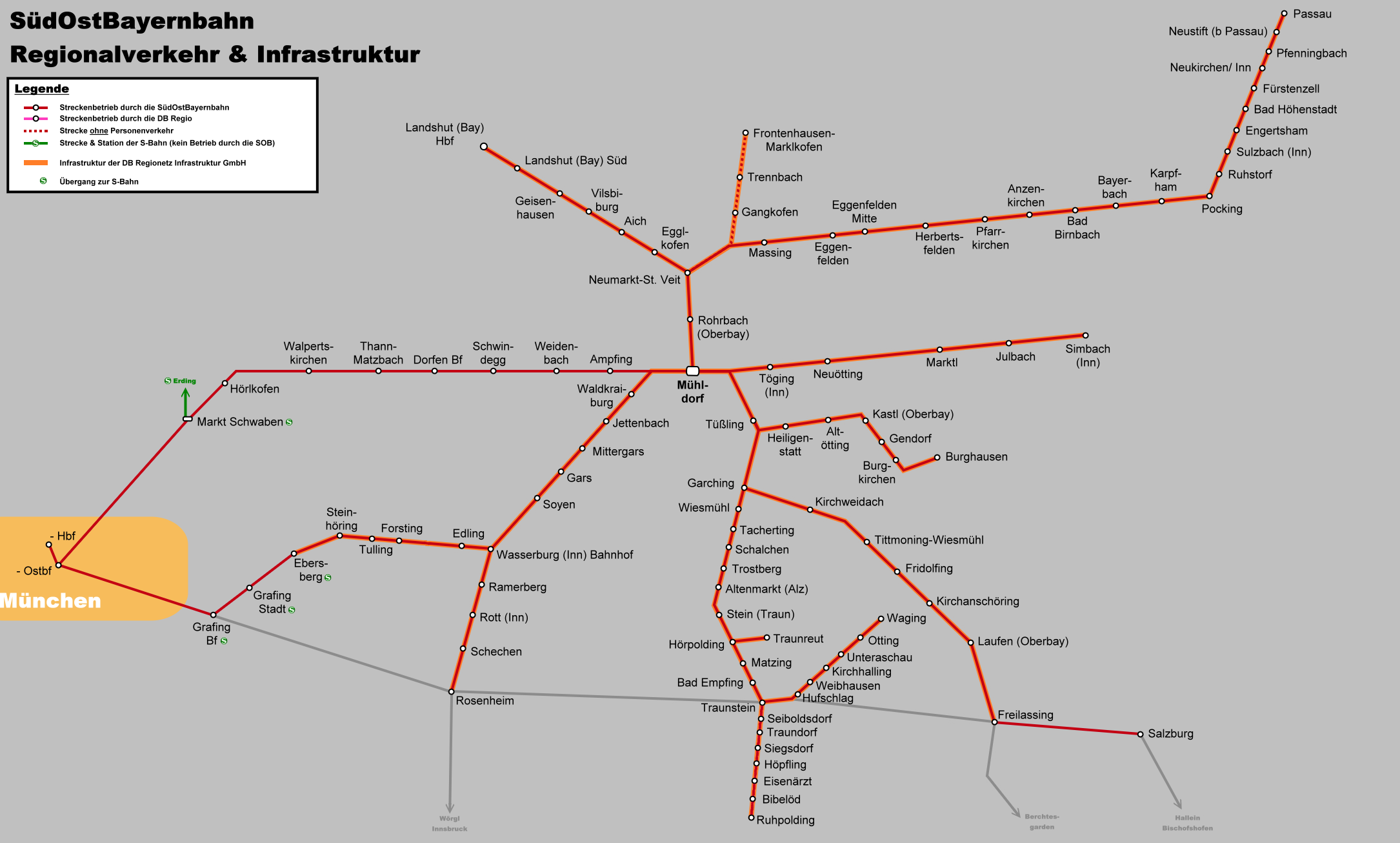
Mühldorf ist der Eisenbahnknotenpunkt der Südostbayernbahn

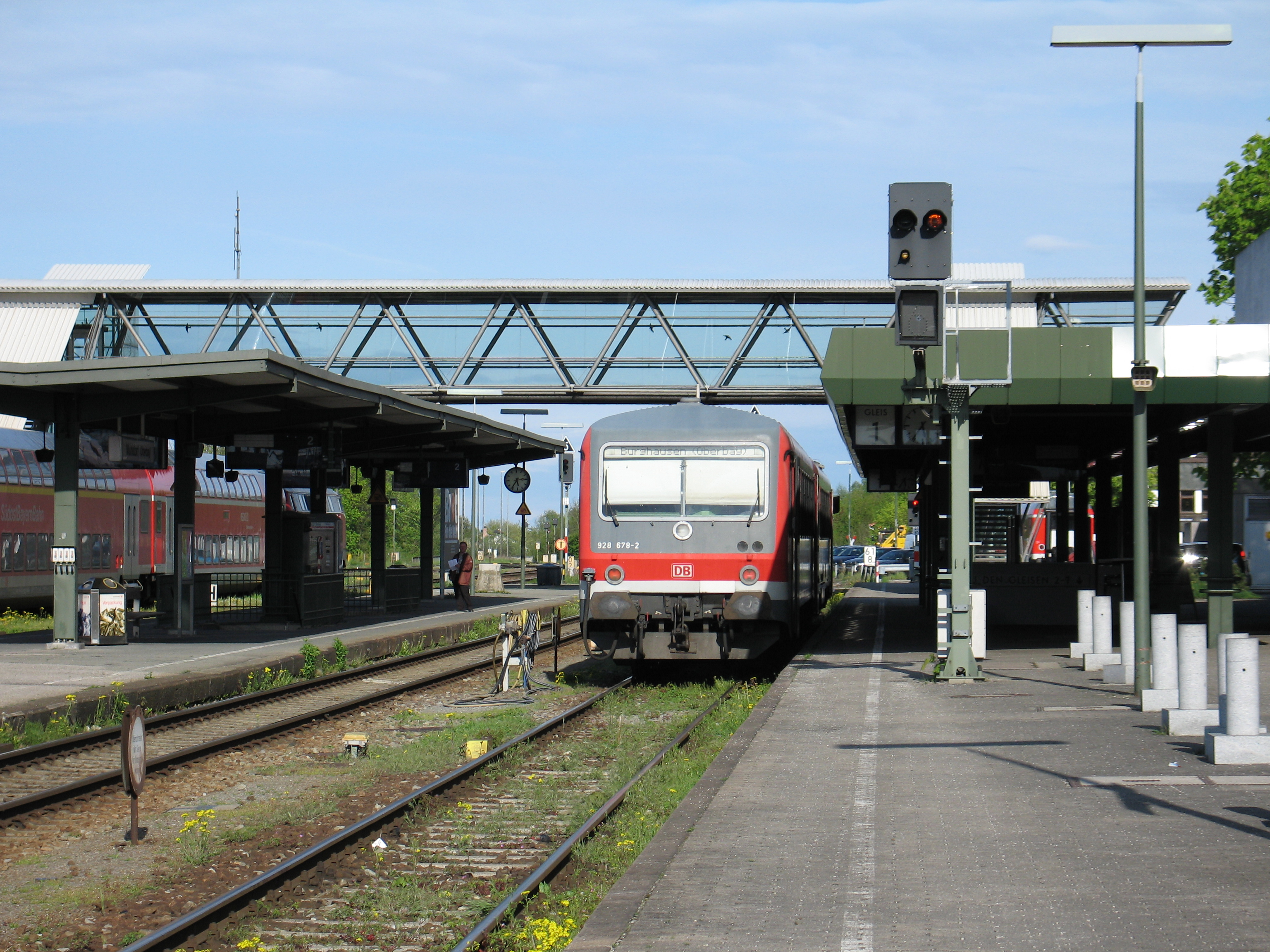
Im Bahnhof Mühldorf

Mühldorf am Inn liegt zwischen Landshut und Rosenheim ca. 78 Kilometer östlich der Landeshauptstadt München, 99 Kilometer südwestlich von Passau und 65 Kilometer nordwestlich von Salzburg. Mühldorf bildet den Schnittpunkt der Hauptverkehrswege östlich von München, der A 94, der Staatsstraßen 2092, 2352 und 2550 sowie der B 299.
In der „oberen Stadt“ dienen die Nordtangente (St 2352) und die Bürgermeister-Hess-Straße (St 2092) als Hauptverkehrsweg, in der „unteren Stadt“ die durch das Stadtgebiet verlaufende Staatsstraße 2550 (ehemalige B 12). Der Verkehr zwischen oberer und unterer Stadt wird größtenteils über den Stadtberg und die Friedhofstraße abgewickelt. Weitere wichtige Straßen im Stadtgebiet sind die Münchner Straße durch Altmühldorf, die Mößlinger Straße nach Mößling sowie die Töginger und die Innere Neumarkter Straße.
Im Bahnhof Mühldorf (Oberbay) treffen die Bahnstrecken München–Simbach, Rosenheim–Mühldorf, Mühldorf–Pilsting und Mühldorf–Freilassing zusammen. Es bestehen Zugverbindungen in acht Richtungen, nach München, Rosenheim, Traunstein, Freilassing/Salzburg, Burghausen, Simbach am Inn, Passau und Landshut, die den Linienstern Mühldorf bilden. Dieser wird von der DB-Tochter Südostbayernbahn betrieben. Das derzeitige Empfangsgebäude des Bahnhofs wurde im Jahr 1978 errichtet. Am Güterbahnhof Mühldorf werden täglich etwa 800 Güterwagen abgefertigt. Vor dem Ersten Weltkrieg war der Bahnhof Mühldorf mit Schnellzügen an den internationalen Fernverkehr angebunden, die Kurswagen von Berlin, Köln und Paris nach Wien und Triest in Österreich-Ungarn mitführten.
Die Bahnstrecke nach München ist großenteils eingleisig und nicht elektrifiziert.
Der öffentliche Personennahverkehr besteht aus vier Linien im Stadtbereich (Stadtbus) und 16 Linien ins Mühldorfer Umland. Im Auftrag von Stadt und Landkreis wird der Busverkehr von mehreren privaten Busunternehmen betrieben.
Drei Kilometer nördlich der Kreisstadt liegt der Flugplatz Mühldorf, der mit seiner 1060 Meter langen und 20 Meter breiten asphaltierten Start-und-Lande-Bahn für Flugzeuge bis 5,7 Tonnen zugelassen ist. Der Flugplatz dient der Sportfliegerei, aber auch der geschäftlichen Nutzung.

### Medien
Der zum Oberbayerischen Volksblatt gehörende Mühldorfer Anzeiger ist die Lokalzeitung der Region Mühldorf und erscheint als Tageszeitung.
Seit 2006 stellt der lokal produzierende Fernsehsender Mühldorf-TV über das Internet sein Programm zur Verfügung. Dabei wird das Video-on-Demand-Prinzip verwendet. Das Programm, dessen wöchentliche Sendedauer etwa 45 Minuten beträgt, befasst sich mit Themen aus der Stadt und dem Landkreis Mühldorf.
Einmal im Monat erscheint außerdem Der Mühldorfer, eine lokale Zeitung, die sich mit aktuellen Entwicklungen, aber auch Problemen der Stadt auseinandersetzt.
Der Bayerische Rundfunk betreibt in Mühldorf das Regionalstudio BR-Studio Mühldorf und berichtet dort über die Landkreise Mühldorf am Inn, Altötting und Rottal-Inn.

### Öffentliche Einrichtungen

#### Bildung
In Mühldorf gibt es eine Vielzahl von Bildungseinrichtungen aus den verschiedensten Bereichen. Dazu gehören mehrere Grundschulen, Hauptschule, Berufsschulen und das Ruperti-Gymnasium. Die Berufliche Oberschule Bayern Altötting betreibt in Mühldorf eine Außenstelle. Des Weiteren gibt es eine private Wirtschaftsschule sowie eine Förderschule. Im Bereich der Erwachsenenbildung und Weiterbildung gibt es neben einer Volkshochschule eine Akademie der IHK sowie ein Bildungs- und Technologiezentrum Mühldorf der Handwerkskammer. Weiterhin verfügt Mühldorf über eine Fachakademie für Sozialpädagogik und eine städtische Musikschule. Überdies gibt es in Mühldorf eine Stadtbücherei und vier Pfarrbüchereien.

#### Sonstiges
Es gibt unter anderem ein Freibad, ein Hallenbad, eine Kunsteisbahn und eine Trabrennbahn, außerdem 14 Einrichtungen zur Kinderbetreuung.
Logistikpark Kingdom Parc. Von 2001 bis 2024 auch (ehemals Diskothek).
Die Freiwillige Feuerwehr Mühldorf ist Stützpunktfeuerwehr im Landkreis und außerdem mit ihrer Öl- und Umweltschutzausrüstung im gesamten südostbayerischen Raum mit zuständig.
Außerdem ist in Mühldorf das Technische Hilfswerk mit einem Ortsverband und der Geschäftsstelle für den Geschäftsführerbereich Mühldorf ansässig. Auch die Sozialversicherung für Landwirtschaft, Forsten und Gartenbau (SVLFG) ist mit einem Standort vertreten.

### Medizinische Versorgung
Mühldorf verfügt über mehr als 100 praktische Ärzte und Fachärzte aus den verschiedensten Fachgebieten. Die Grund- und Regelversorgung mit der Versorgungsstufe II stellt dabei die Kreisklinik Mühldorf sicher. Weiterhin verfügt die Stadt mit einer Augenklinik, einer Zahnklinik und einer Praxisklinik für Orthopädie, Sportmedizin und Chirurgie über drei ambulante Fachkliniken.